# Деникин, Антон Иванович
Анто́н Ива́нович Дени́кин (4 [16] декабря 1872, Влоцлавек, Варшавская губерния — 7 августа 1947, Анн-Арбор, Мичиган) — русский военачальник, генерал-лейтенант, публицист, политический и общественный деятель, писатель, мемуарист, военный документалист. Один из главных, а также наиболее известных и результативных лидеров Белого движения во время Гражданской войны в России (1917—1922).
Участник Русско-японской войны. Один из наиболее результативных генералов Русской императорской армии в период Первой мировой войны:506—507:51. Командир 4-й стрелковой «железной» бригады (1914—1916, с 1915 года — развёрнута под его командованием в дивизию), 8-го армейского корпуса (1916—1917). Генерального штаба генерал-лейтенант (1916), командующий Западным и Юго-Западным фронтами (1917). Активный участник военных съездов 1917 года, противник демократизации армии. Выразил поддержку Корниловскому выступлению, за что арестован Временным правительством, участник Бердичевского и Быховского сидений генералов (1917).
Один из основных руководителей Белого движения в годы Гражданской войны, его лидер на Юге России (1918—1920):52,54. Добился наибольших военных и политических результатов среди всех руководителей Белого движения. Первопоходник, один из основных организаторов, а затем командующий Добровольческой армией (1918—1919). Главнокомандующий Вооружёнными силами Юга России (1919—1920), заместитель верховного главнокомандующего Русской армии адмирала Колчака (1919—1920) и его официальный преемник на посту Верховного правителя России (с 22 декабря 1919, отказался от вступления в должность).
С апреля 1920 года — эмигрант, один из основных политических деятелей русской эмиграции. Автор воспоминаний «Очерки русской смуты» (1921—1926) — фундаментального историко-биографического произведения о Революции 1917 года в России и Гражданской войне в России, воспоминаний «Старая армия» (1929—1931), автобиографической повести «Путь русского офицера» (издана в 1953 году) и ряда других произведений.

## Биография
Антон Иванович Деникин родился 4 (16) декабря 1872 года в деревне Шпеталь Дольный, в завислинском пригороде Влоцлавека, уездного города Варшавской губернии Российской империи, или в городе Ловиче в семье отставного майора пограничной стражи.

### Происхождение
Отец, Иван Ефимович Деникин (1807—1885), происходил из крепостных крестьян Саратовской губернии, русского происхождения. Помещик отдал молодого отца Деникина в рекруты. После 22 лет солдатской службы он смог выслужиться в офицеры, затем сделал военную карьеру и вышел в отставку в 1869 году в чине майора. В итоге он прослужил в армии 35 лет, участвовал в Венгерской, Крымской и Польской кампаниях.
Мать, Елизавета Фёдоровна (Эльжбета Францисковна) Вржесинская (1843—1916) — была польского происхождения, из семьи обедневших мелких землевладельцев (дробной шляхты).
Биограф Деникина Дмитрий Лехович отмечал, что он, как один из вождей антикоммунистической борьбы, вне всяких сомнений, был более «пролетарского происхождения», чем его будущие противники — Ленин, Троцкий и многие другие.

### Детство и юность
25 декабря 1872 (6 января 1873), в трёхнедельном возрасте, был крещён отцом в православии. В четыре года одарённый мальчик научился бегло читать; с детства свободно говорил на русском и польском языках. Семья Деникиных жила бедно и существовала на пенсию отца в размере 36 рублей в месяц. Деникин воспитывался «в русскости и православии». Отец был глубоко верующим человеком, всегда был на церковных службах и брал сына с собой. С детства Антон стал прислуживать у алтаря, петь на клиросе, бить в колокол, а позже читать шестопсалмие и Апостол. Иногда он вместе с матерью, исповедовавшей католицизм, ходил в костёл. Лехович пишет, что Антон Деникин в местной скромной полковой церкви воспринимал православное богослужение как «своё, родное, близкое», а католическое — как интересное зрелище. В 1882 году, в возрасте 9 лет, Деникин сдал вступительный экзамен в первый класс Влоцлавского реального училища. После смерти отца в 1885 году жить семье Деникиных стало ещё тяжелее, так как пенсия уменьшилась до 20 рублей в месяц, и в 13 лет Антон начал подрабатывать репетиторством, подготавливая второклассников, за что имел 12 рублей в месяц. Особые успехи ученик Деникин демонстрировал в изучении математики. В 15 лет ему, как прилежному ученику, назначили собственное ученическое содержание в 20 рублей и предоставили право проживания на ученической квартире из восьми учеников, где он был назначен старшим. Позже Деникин жил вне дома и учился в находившемся в соседнем городе Ловичском реальном училище.
| отец, Иван Ефимович Деникин | мать, Елизавета Фёдоровна Вжесиньская |

#### Начало военной службы

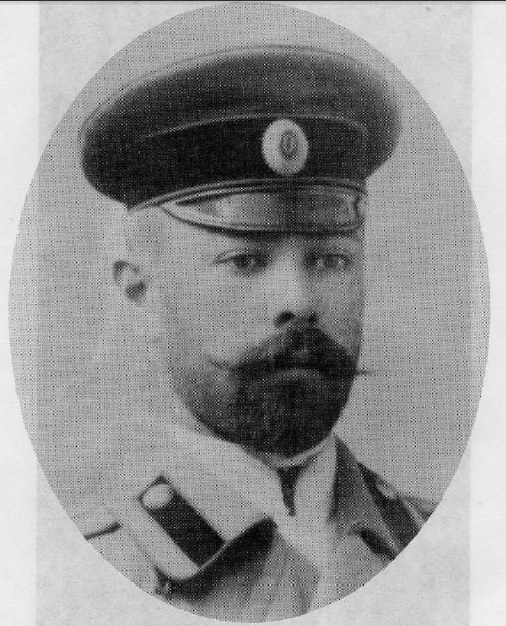
А. Деникин — выпускник Киевского юнкерского училища, 1893 год

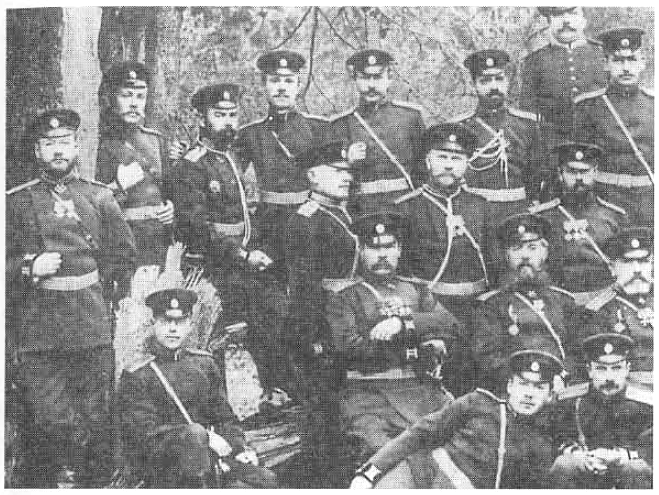
Офицеры 2-й кавалерийской бригады. Третий слева в верхнем ряду поручик Деникин. Между 1892 и 1895 годом

С детства мечтал идти по стопам отца и поступить на военную службу. В 1890 году, после окончания Ловичского реального училища, был зачислен вольноопределяющимся в 1-й стрелковый полк, три месяца прожил в казарме в Плоцке и в июне того же года принят в Киевское пехотное юнкерское училище на военно-училищный курс. После окончания двухлетнего курса в училище 4 (16) августа 1892 года был произведён в подпоручики и назначен во 2-ю артиллерийскую бригаду, расквартированную в уездном городе Бела Седлецкой губернии, в 159 вёрстах от Варшавы. Выражался о своём пребывании в Беле как о типичной стоянке для большинства войсковых частей, заброшенных в захолустья Варшавского, Виленского, отчасти Киевского военных округов.
В 1892 году 20-летний Деникин был приглашён поохотиться на кабанов. В ходе этой охоты ему довелось убить разъярённого кабана, который загнал на дерево некоего налогового инспектора Василия Чижа, также принимавшего участие в охоте и считавшегося опытным местным охотником. После этого случая Деникин был приглашён на крестины дочери Василия Чижа Ксении, которая родилась несколько недель тому назад, и стал другом этой семьи. Через три года он подарил Ксении на Рождество куклу, у которой открывались и закрывались глаза. Девочка надолго запомнила этот подарок. Спустя много лет, в 1918 году, когда Деникин уже возглавил Добровольческую армию, Ксения Чиж стала его женой. Историк Карпенко приводит другую версию, что В. И. Чиж служил совместно с Деникиным во 2-й артиллерийской бригаде.

#### Академия Генерального штаба

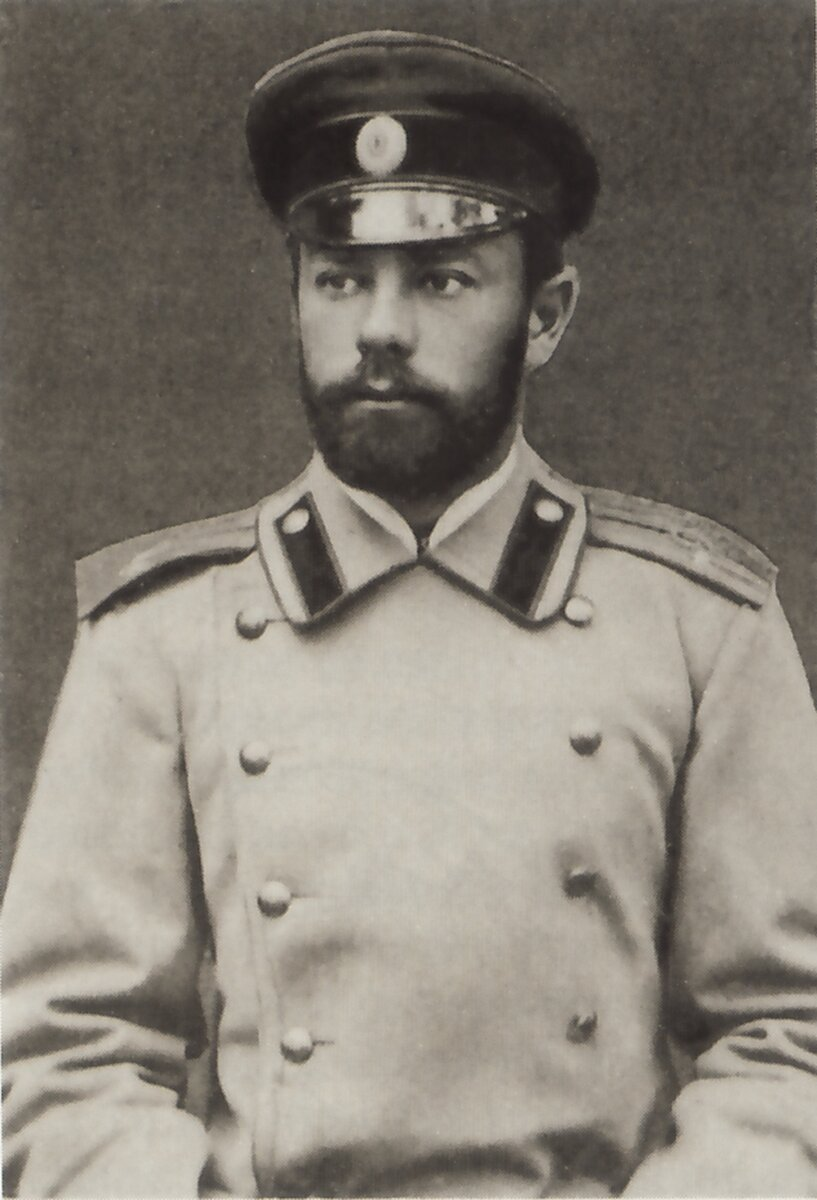
Слушатель курсов Академии Генерального штаба поручик Деникин, Санкт-Петербург, 1895 год

Летом 1895 года, после нескольких лет подготовки, отправился в Санкт-Петербург, где сдал конкурсный экзамен в Николаевскую академию Генерального штаба. В конце первого года учёбы оказался отчислен из академии за несдачу экзамена по истории военного искусства, однако через три месяца он выдержал экзамен и снова был зачислен на первый курс академии. Следующие несколько лет учился в столице Российской империи. Здесь он, в числе учащихся академии, был приглашён на приём в Зимний дворец и впервые увидел Николая II. Весной 1899 года по окончании двухлетнего основного и дополнительного курсов академии был произведён в капитаны, однако накануне его выпуска новый начальник академии генерал Николай Сухотин (друг военного министра Алексея Куропаткина) произвольно изменил списки выпускников, причисленных к Генеральному штабу, в результате чего провинциальный офицер Деникин не попал в их число. Воспользовался предоставленным уставом правом: подал на генерала Сухотина жалобу «на Высочайшее имя» (Государя Императора). Несмотря на то, что собранная военным министром академическая конференция признала действия генерала незаконными, дело попытались замять, а Деникину предложили забрать жалобу и написать вместо неё прошение о милости, которую пообещали удовлетворить и причислить офицера к Генеральному штабу. На это ответил: «Я милости не прошу. Добиваюсь только того, что мне принадлежит по праву». В итоге жалобу отклонили, а Деникина не причислили к Генеральному штабу «за характер!».
Проявлял склонность к поэзии и публицистике. В детские годы он отправлял в редакцию журнала «Нива» свои стихотворения и очень огорчался, что их не печатали и что из редакции ему не отвечали, в результате чего Деникин сделал вывод, что «поэзия — дело несерьёзное». Позже он начал писать в прозе. В 1898 году его рассказ был впервые опубликован в журнале «Разведчик», а затем Деникина напечатали в «Варшавском дневнике». Издавался под псевдонимом Иван Ночин и писал в основном на тему армейского быта.
В 1900 году возвратился в Белу, где снова служил во 2-й артиллерийской бригаде до 1902 года. Спустя два года после завершения Академии Генштаба написал письмо Куропаткину с просьбой разобраться в его давней ситуации. Куропаткин получил письмо и во время ближайшей аудиенции у Николая Второго «выразил сожаление, что поступил несправедливо, и испросил повеления» на зачисление Деникина офицером Генерального штаба, что и состоялось летом 1902 года. После этого перед Деникиным, по мнению историка Ивана Козлова, открывалось блестящее будущее. В первые дни января 1902 года покинул Белу и был принят в штаб 2-й пехотной дивизии, располагавшейся в Брест-Литовске, где ему на один год было поручено командование ротой 183-го Пултусского полка, располагавшейся в Варшаве. Рота Деникина время от времени назначалась охранять «Десятый павильон» Варшавской крепости, где содержались особо опасные политические преступники, в том числе будущий глава польского государства Юзеф Пилсудский. В октябре 1903 года, по окончании цензового срока командования, был переведён в адъютанты располагавшегося здесь же 2-го кавалерийского корпуса, где прослужил до 1904 года.

#### В русско-японской войне

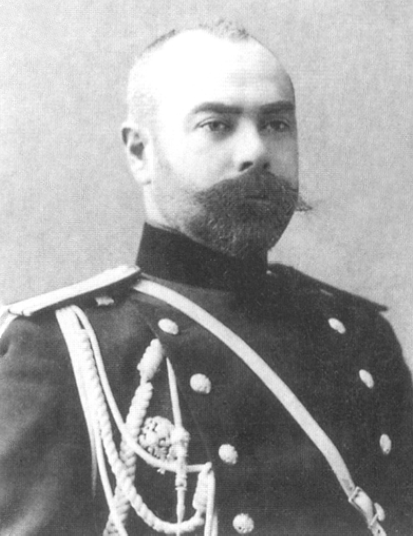
1906 год

В январе 1904 года под капитаном Деникиным, служившим в Варшаве, упала лошадь, нога застряла в стремени, а упавшая лошадь, поднявшись, протащила его сотню метров, и он порвал связки и вывихнул пальцы ноги. Полк, в котором служил Деникин, не выдвигался на войну, но 14 (27) февраля 1904 года капитан добился личного разрешения быть откомандированным в действующую армию. 17 февраля (1 марта) 1904 года, ещё хромая, он отбыл на поезд в Москву, откуда ему предстояло доехать в Харбин. В этом же поезде ехали на Дальний Восток адмирал Степан Макаров и генерал Павел Ренненкампф. 5 (18) марта 1904 года Деникин сошёл в Харбине.

В конце февраля 1904 года, ещё до прибытия, был назначен начальником штаба 3-й бригады Заамурского округа Отдельного корпуса пограничной стражи, стоявшей в глубоком тылу и вступавшей в стычки с китайскими разбойничьими отрядами хунхузов. В сентябре получил пост офицера для поручений в штабе 8-го корпуса Маньчжурской армии. Затем возвратился в Харбин и оттуда 28 октября (10 ноября) 1904 года уже в чине подполковника был направлен в Цинхечен в Восточный отряд и принял должность начальника штаба Забайкальской казачьей дивизии генерала Ренненкампфа. Первый боевой опыт получил во время Цинхеченского боя 19 ноября (2 декабря) 1904 года. Одна из сопок района боя вошла в военную историю под названием «Деникинской» за отбитое им штыками японское наступление. В декабре 1904 года участвовал в усиленных разведках. Его силы, дважды сбивая передовые части японцев, выходили к Цзянчану. Во главе самостоятельного отряда сбросил японцев с перевала Ванцелин. В феврале — марте 1905 года участвовал в Мукденском сражении. Незадолго до этого сражения, 18 (31) декабря 1904 года, был назначен начальником штаба Урало-Забайкальской дивизии генерала Мищенко, которая специализировалась на конных рейдах в тыл противника (См. Набег на Инкоу). Там проявил себя инициативным офицером, сработавшись с генералом Мищенко. Успешный рейд был осуществлён в мае 1905 года в ходе конного набега генерала Мищенко, в котором принимал активное участие Деникин. Сам он таким образом описывает результаты этого рейда:
Разгромлены две транспортных дороги со складами, запасами и телеграфными линиями; уничтожено более 800 повозок с ценным грузом и уведено более 200 лошадей; взято в плен 234 японца (50 офицеров) и не менее 500 выведено из строя… Стоил нам набег 187 убитыми и ранеными.
26 июля (8 августа) 1905 года деятельность Деникина получила высокое признание у командования, и «за отличие в делах против японцев» он был произведён в полковники и награждён орденами Святого Станислава 3-й степени с мечами и бантами и Святой Анны 2-й степени с мечами.
После окончания войны и подписания Портсмутского мира, в условиях неразберихи и солдатских волнений, выехал в декабре 1905 года из Харбина и в январе 1906 года прибыл в Санкт-Петербург.

#### Между войнами

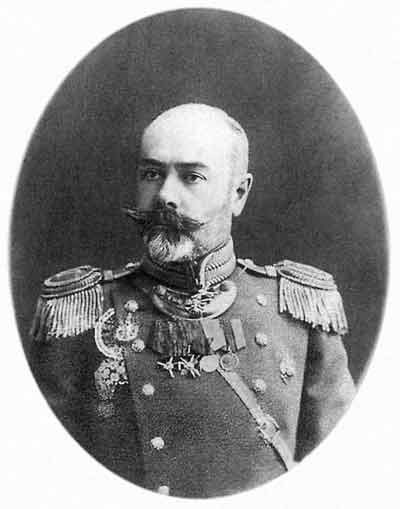
Командир 17-го пехотного Архангелогородского полка полковник Деникин в парадном мундире

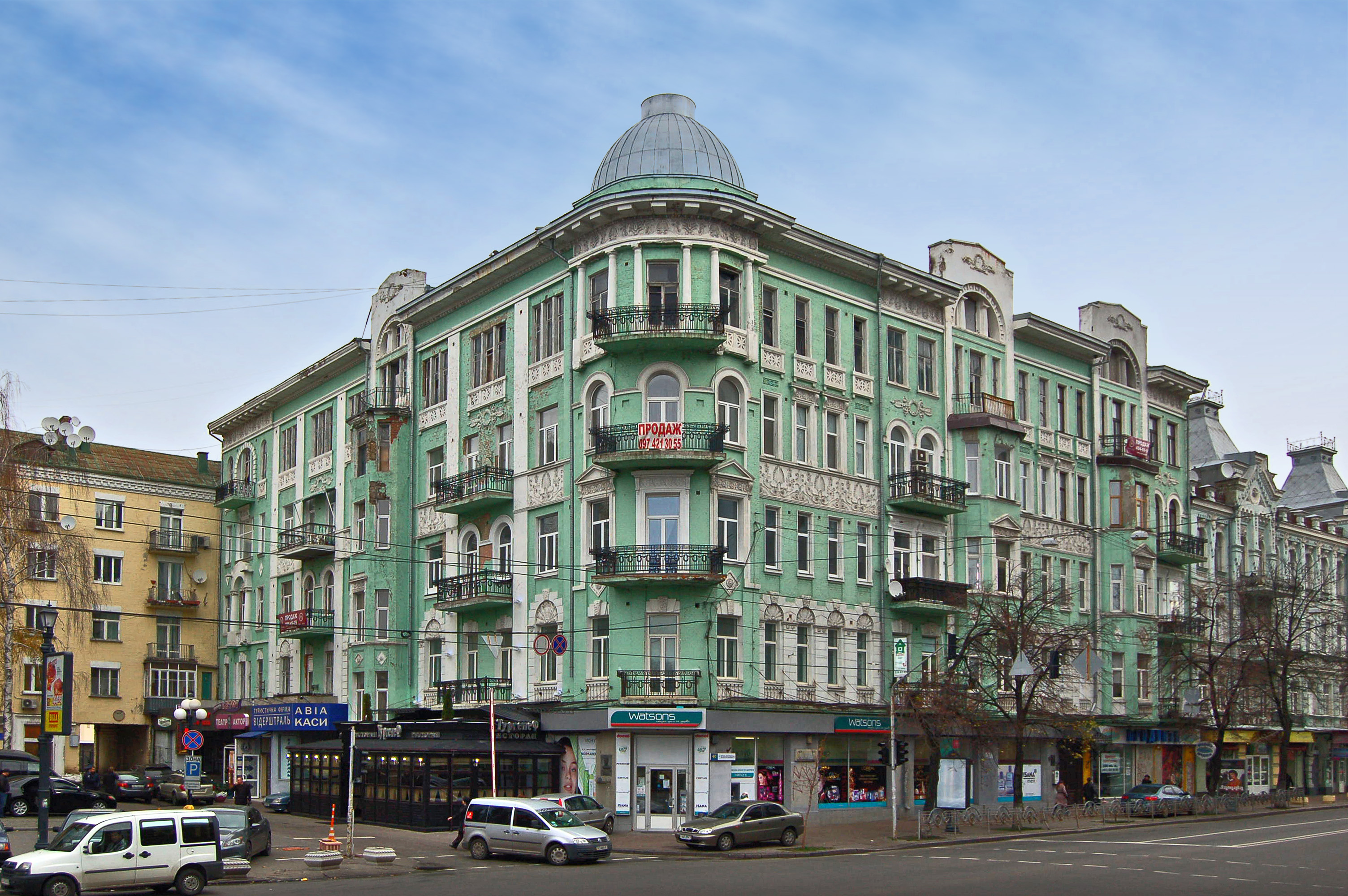
Дом № 40 по Большой Житомирской улице в Киеве, в котором накануне Первой мировой войны проживал Деникин

С января по декабрь 1906 года временно был назначен на низшую должность штаб-офицера для особых поручений при штабе своего 2-го кавалерийского корпуса, базировавшегося в Варшаве, из которого он ушёл на русско-японскую войну. В мае — сентябре 1906 года командовал батальоном 228-го пехотного резервного Хвалынского полка. В 1906 году, ожидая основного назначения, взял заграничный отпуск и побывал впервые в своей жизни в странах Европы (Австро-Венгрии, Франции, Италии, Германии, Швейцарии) в качестве туриста. Вернувшись, попросил ускорить своё назначение, и ему была предложена должность начальника штаба 8-й Сибирской дивизии. Узнав о назначении, воспользовался правом отказа от данного предложения как старший офицер. В итоге ему было предложено более приемлемое место в Казанском военном округе. В январе 1907 года вступил в должность начальника штаба 57-й пехотной резервной бригады в городе Саратове, где прослужил до января 1910 года. В Саратове жил на съёмной квартире в доме Д. Н. Банковской на углу Никольской и Аничковской улиц (ныне Радищева и Рабочей):51.
В этот период много писал для журнала «Разведчик», в рубрику «Армейские заметки», в том числе обличая командира своей бригады, который «запустил бригаду и полностью отошёл от дел», взвалив дела в бригаде на Деникина. Наиболее заметной оказалась юмористическо-сатирическая заметка «Сверчок». Критиковал методы управления начальника Казанского военного округа генерала Александра Сандецкого. Историки Олег Будницкий и Олег Теребов писали, что Деникин в этот период на страницах печати выступал против бюрократизма, подавления инициативы, грубости и произвола по отношению к солдатам, за улучшение системы отбора и подготовки командного состава и посвятил ряд статей анализу боёв русско-японской войны, обращал внимание на германскую и австрийскую угрозу, в свете чего указывал на необходимость скорейшего проведения реформ в армии, писал о необходимости развития автотранспорта и военной авиации, а в 1910 году предлагал созвать съезд офицеров Генерального штаба для обсуждения проблем армии:90. В 1908 году в очерке "Русско-китайский вопрос" предлагал укрепить Владивосток и указывал, что КВЖД имеет ничтожное экономическое значение, а стратегически играет скорее отрицательную роль.
29 июня (12 июля) 1910 года принял командование 17-м пехотным Архангелогородским полком, располагавшимся в Житомире. 1 (14) сентября 1911 года его полк принимал участие в царских манёврах под Киевом, а на следующий день Деникин открыл церемониальным маршем со своим полком парад по случаю чествования Государя. Марина Деникина отмечала, что отец был недоволен тем, что парад не был отменён ввиду ранения в Киевской опере председателя Совета Министров Петра Столыпина. Как отмечает писатель Владимир Черкасов-Георгиевский, последующие 1912—1913 годы в приграничном округе для Деникина прошли в напряжённой обстановке, и его полк получал секретное распоряжение выслать отряды для занятия и охраны важнейших пунктов Юго-Западной железной дороги в направлении Львова, где архангелогородцы простояли несколько недель.
В Архангелогородском полку создал музей истории полка, который стал одним из первых музеев воинских частей в Императорской армии:212—213:51.
23 марта (5 апреля) 1914 года был назначен исправляющим должность генерала для поручений при командующем войсками Киевского военного округа и переехал в Киев. В Киеве снял квартиру на улице Большой Житомирской, 40, куда перевёз свою семью (мать и служанку). 21 июня (4 июля) 1914 года, накануне начала Первой мировой войны, был произведён в чин генерал-майора и утверждён в должности генерал-квартирмейстера 8-й армии, находившейся под командованием генерала Алексея Брусилова.

### Военачальник Российской императорской армии

#### В Первой мировой войне

##### 1914 год

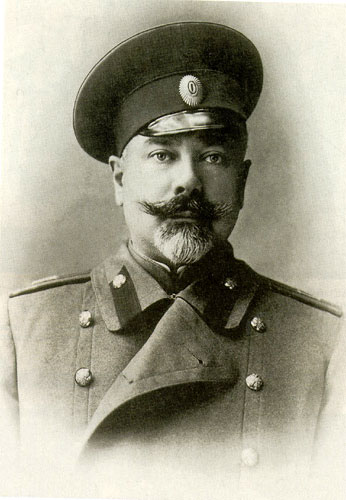
В 1914 году

Первая мировая война, начавшаяся 19 июля (1 августа) 1914 года, для 8-й армии Брусилова, в штабе которой служил Деникин, поначалу развивалась успешно. Армия перешла в наступление и уже 21 августа (3 сентября) 1914 года взяла Львов. В тот же день, узнав, что предыдущий командир 4-й стрелковой бригады получил новое назначение, и желая перейти со штабной на строевую должность, Деникин подал прошение о назначении его командиром этой бригады, которое было тут же удовлетворено Брусиловым. В своих мемуарах, изданных в 1929 году, Брусилов написал, что Деникин «на строевом поприще выказал отличные дарования боевого генерала».
Судьба связала меня с Железной бригадой. В течение двух лет шла она со мной по полям кровавых сражений, вписав не мало славных страниц в летопись великой войны. Увы, их нет в официальной истории. Ибо большевистская цензура, получившая доступ ко всем архивным и историческим материалам, препарировала их по-своему и тщательно вытравила все эпизоды боевой деятельности бригады, связанные с моим именем….

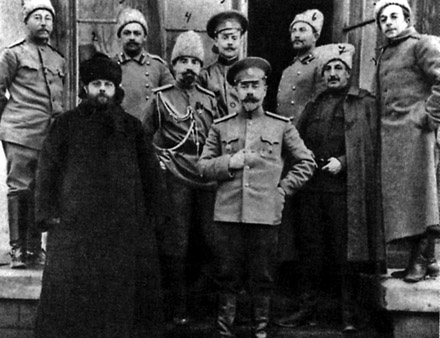
Командир 4-й стрелковой бригады генерал-майор Деникин (в центре) со своим штабом, город Осек,

Вступив в командование бригадой 24 августа (6 сентября) 1914 года, сразу же добился с ней заметных успехов. Бригада вошла в бой у Гродека, и по результатам этого боя Деникин был награждён Георгиевским оружием. В высочайшей наградной грамоте было указано, что оружие было вручено «За то, что вы в боях с 8 по 12 сент. 1914 г. у Гродека с выдающимся искусством и мужеством отбивали отчаянные атаки превосходного в силах противника, особенно настойчивые 11 сент., при стремлении австрийцев прорвать центр корпуса; а утром 12 сент. сами перешли с бригадой в решительное наступление».
Через месяц с небольшим, когда 8-я армия завязла в позиционной войне, заметив слабость обороны противника, 11 (24) октября 1914 года без артиллерийской подготовки перевёл свою бригаду в наступление на противника и взял село Горный Лужек, где находился штаб группы эрцгерцога Иосифа, откуда тот спешно эвакуировался. В результате взятия села открылось направление для наступления на шоссе Самбор-Турка. «За смелый манёвр» Деникин был награждён орденом Святого Георгия 4-й степени.

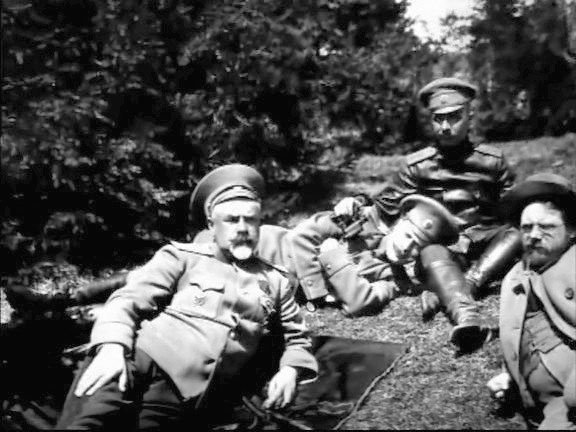
Фото на позициях

В ноябре 1914 года бригада Деникина в ходе выполнения боевых задач в Карпатах захватила город и станцию Мезоляборч, при составе самой бригады 4000 штыков, «взяв 3730 пленных, много оружия и военного снаряжения, большой подвижной состав с ценным грузом на железнодорожной станции, 9 орудий», потеряв при этом 164 убитых и 1332 с учётом раненых и вышедших из строя. Поскольку сама операция в Карпатах независимо от успеха бригады Деникина оказалась неудачной, он сам за эти действия получил только поздравительные телеграммы от Николая II и Брусилова.

##### 1915 год
В феврале 1915 года 4-я стрелковая бригада, направленная на помощь сводному отряду генерала Каледина, овладела рядом командных высот, центром позиции противника и деревней Лутовиско, захватив свыше 2000 пленных и отбросив австрийцев за реку Сан. За этот бой Деникин был награждён орденом Святого Георгия 3-й степени.
В начале 1915 года получил предложение перейти на должность начальника дивизии, но отказался расставаться со своей бригадой «железных» стрелков. В итоге командование решило эту проблему другим способом, развернув в апреле 1915 года 4-ю стрелковую бригаду Деникина в дивизию. В 1915 году армии Юго-Западного фронта отступали либо находились в обороне. В сентябре 1915 года, в условиях отступления, неожиданно приказал своей дивизии перейти в наступление. В результате наступления дивизией оказался взят город Луцк, а также захвачено в плен 158 офицеров и 9773 солдата. Генерал Брусилов написал в своих мемуарах, что Деникин, «не отговариваясь никакими трудностями», бросился на Луцк и взял его «одним махом», а во время боя въехал сам на автомобиле в город и оттуда прислал Брусилову телеграмму о взятии города 4-й стрелковой дивизией.
За взятие Луцка в ходе боёв 17 (30) сентября — 23 сентября (6 октября) 1915 года. 11 (24) мая 1916 года был произведён в генерал-лейтенанты со старшинством от 10 (23) сентября 1915 года. Позже командование, выравнивая фронт, приказало оставить Луцк. В октябре, в ходе Чарторыйской операции, дивизия Деникина, выполнив задачу командования, форсировала реку Стрый и взяла Чарторыйск, заняв на противоположном берегу реки плацдарм на 18 км в ширину и 20 км в глубину, отвлёкши на себя значительные силы противника. 22 октября (4 ноября) 1915 года был получен приказ отступить на исходные позиции. В дальнейшем на фронте наступило затишье до весны 1916 года.

##### 1916 год — начало 1917 года
2 (15) марта 1916 года во время позиционной войны был ранен осколком шрапнели в левую руку, но остался в строю. В мае со своей дивизией в составе 8-й армии принимал участие в Брусиловском (Луцком) прорыве 1916 года. Дивизия Деникина прорвала 6 линий неприятельских позиций, а 23 мая (5 июня) 1916 года повторно взяла город Луцк, за что Деникину было вторично пожаловано Георгиевское оружие, усыпанное бриллиантами, с надписью: «За двукратное освобождение Луцка».
27 августа (9 сентября) 1916 года был назначен командующим 8-м корпусом и вместе с корпусом отправлен на Румынский фронт, где выступившая после наступления Юго-Западного фронта на стороне России и Антанты румынская армия терпела поражения и отступала. Лехович пишет, что после нескольких месяцев боёв у Бузео, Рымника и Фокшан Деникин так охарактеризовал румынскую армию: 

Полное игнорирование румынской армией опыта протекавшей перед её глазами мировой войны: легкомысленное до преступности снабжение и снаряжение армии; наличие нескольких хороших генералов, изнеженного… корпуса офицеров и отличных солдат.

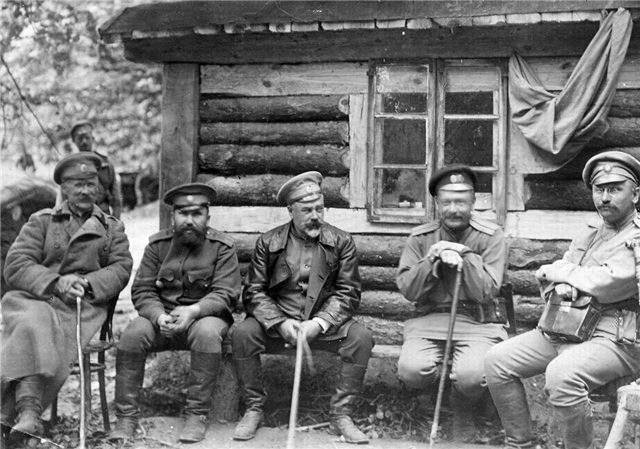
Передышка на фронте, 1916 год. Деникин — в центре

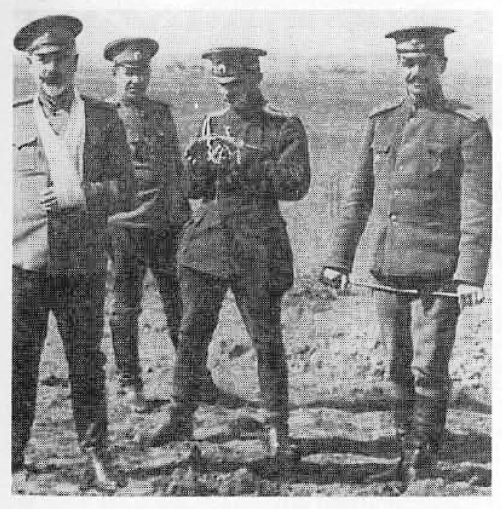
Командир дивизии после ранения в марте 1916 года

Был награждён высшим военным орденом Румынии — орденом Михая Храброго 3-й степени.

##### Февральская революция и политические взгляды Деникина

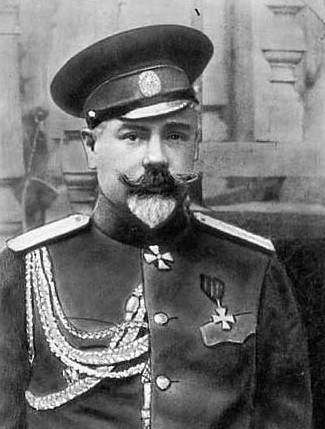
А. И. Деникин в 1917 году

Революция февраля 1917 года застала Деникина на Румынском фронте. Переворот генерал встретил сочувственно. Личные взгляды Деникина, как пишет историк, были очень близки кадетским и были им положены впоследствии в основу командования им армии.
В марте 1917 года он был вызван в Петроград военным министром нового революционного правительства Александром Гучковым, от которого получил предложение стать помощником начальника Генерального штаба при только что назначенном верховном главнокомандующем Русской армией генерале Михаиле Алексееве. Принял предложение новой власти и 10 (28) марта 1917 года вступил в должность, в которой проработал более полутора месяцев, хорошо сработавшись с Алексеевым. После смещения Алексеева с поста и замены его генералом Брусиловым отказался быть его начальником штаба и 31 мая (13 июня) 1917 года был перемещён на должность командующего армиями Западного фронта. Весной 1917 года на военном съезде в Могилёве отметился резкой критикой политики Керенского, направленной на демократизацию армии. На совещании Ставки 16 (29) июля 1917 года выступил за упразднение комитетов в армии и изъятие политики из армии.
Как командующий Западным фронтом обеспечивал стратегическую поддержку Юго-Западного фронта во время июньского наступления 1917 года. В августе 1917 года был назначен командующим Юго-Западным фронтом. По пути к месту нового назначения в Могилёве встретился с генералом Корниловым, в ходе разговора с которым выразил свою поддержку предстоящим политическим действиям Корнилова:98.

#### Арест и заключение в Бердичевской и Быховской тюрьмах

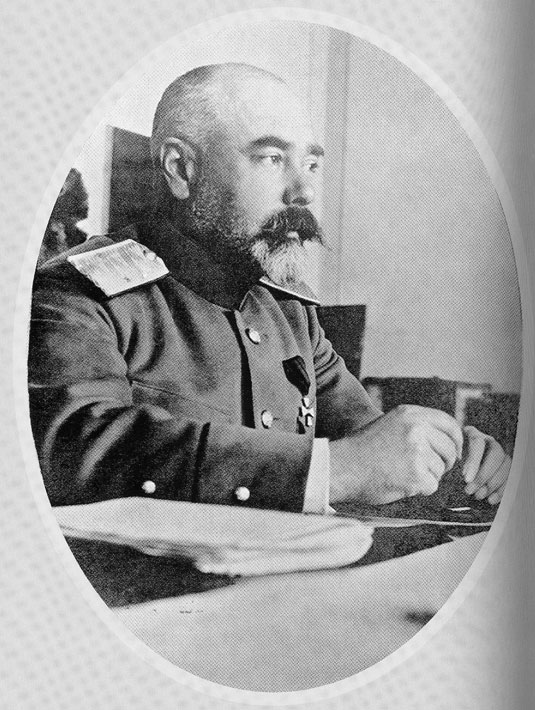
Деникин в 1915 году

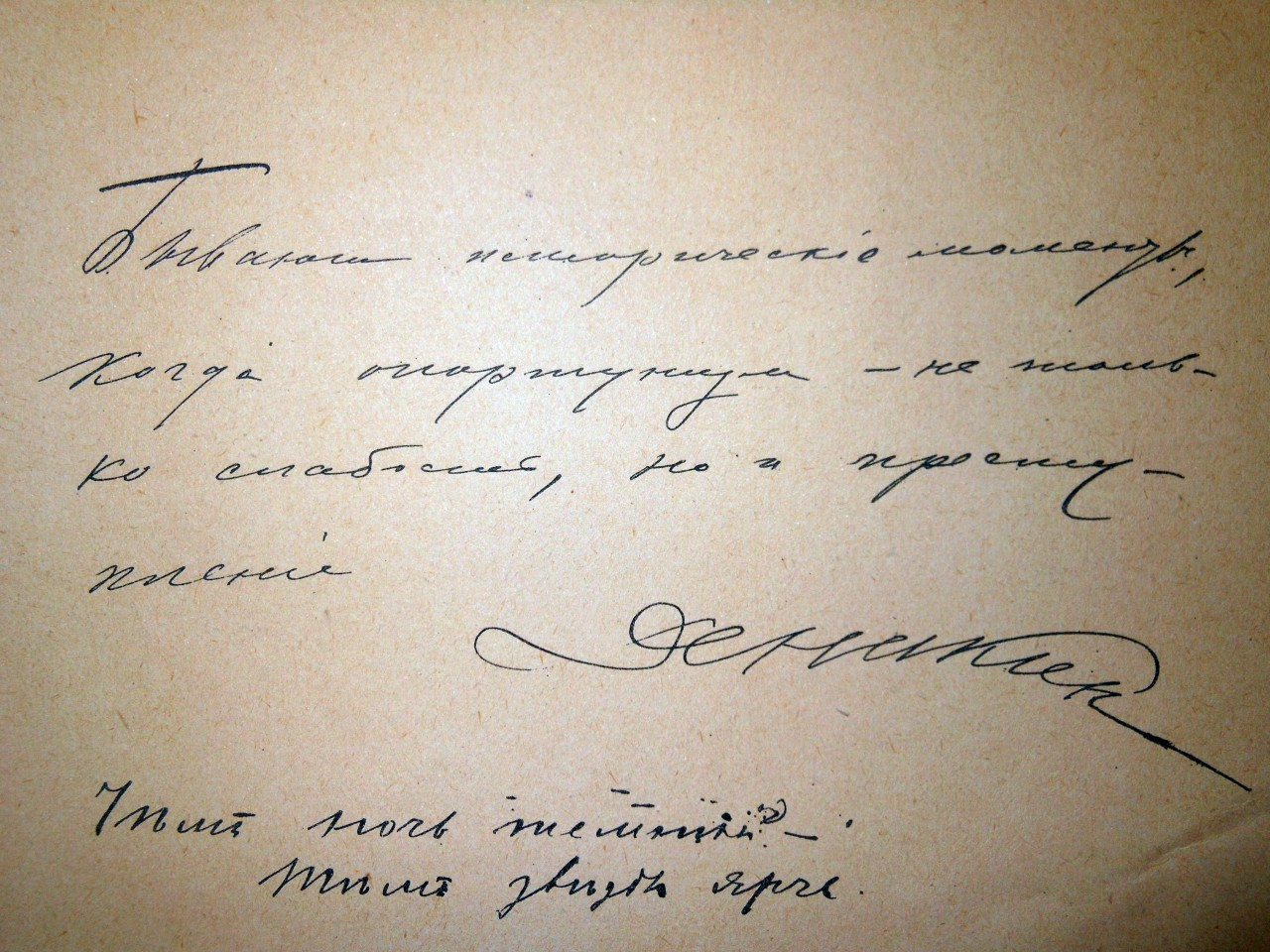
Автограф Деникина, оставленный в сентябре 1917 года в «Быховском альбоме» — тетради Сергея Ряснянского

Будучи командующим Юго-Западным фронтом, 29 августа (11 сентября) 1917 года был арестован и заключён в тюрьму Бердичева за то, что резкой телеграммой Временному правительству выразил солидарность с генералом Корниловым. Арест был произведён комиссаром Юго-Западного фронта Николаем Иорданским. Вместе с Деникиным было арестовано почти всё руководство его штаба.
Месяц, проведённый в Бердичевской тюрьме, по словам Деникина, был сложным для него; каждый день он ожидал расправы революционных солдат, которые могли ворваться в камеру. 27 сентября (10 октября) 1917 года было принято решение перевести арестованных генералов из Бердичева в Быхов к арестованной группе генералов во главе с Корниловым. Во время транспортировки на вокзал, пишет Деникин, он с другими генералами едва не стал жертвой самосуда солдатской толпы, от которой в значительной степени их спас офицер юнкерского батальона 2-й Житомирской школы прапорщиков Виктор Бетлинг, служивший ранее в Архангелогородском полку, которым до войны командовал Деникин. Впоследствии в 1919 году Бетлинг был принят в Добровольческую армию Деникина и назначен им командиром Особой офицерской роты при Ставке главнокомандующего ВСЮР.
После перевода вместе с Корниловым содержался в Быховской тюрьме. Следствие по делу Корниловского выступления усложнилось и затянулось ввиду отсутствия убедительных доказательств измены генералов, вынесение приговора оказалось отсрочено. В таких условиях быховского заточения Деникин и другие генералы встретили Октябрьскую революцию большевиков.
После падения Временного правительства новая большевистская власть не сразу смогла добраться до быховских узников, и 19 ноября (2 декабря) 1917 года верховный главнокомандующий Духонин, узнав о приближении к Могилёву эшелонов с большевистскими войсками во главе с прапорщиком Крыленко, грозившими им убийством, и опираясь на привезённый из Петрограда капитаном Чунихиным приказ с печатью Высшей следственной комиссии и подделанными подписями членов комиссии, военных следователей Р. Р. фон Раупаха и Н. П. Украинцева, освободил генералов из тюрьмы Быхова.

#### Бегство на Дон и участие в создании Добровольческой армии

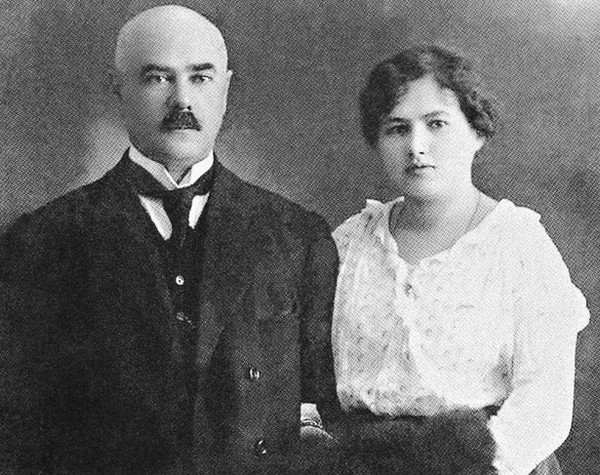
С будущей женой Ксенией Чиж в период бегства на Дон, конец 1917 года

После освобождения, чтобы быть неузнанным, сбрил бороду и с удостоверением на имя «помощника начальника перевязочного отряда Александра Домбровского»:102 пробрался в Новочеркасск, где принял участие в создании Добровольческой армии. Являлся автором Конституции верховной власти на Дону, изложенной им в декабре 1917 года на совещании генералитета, в которой была предложена передача гражданской власти в армии — Алексееву, военной — Корнилову, а управление Донской области — Каледину. Это предложение было одобрено, подписано донским и добровольческим руководством и легло в основу организации управления Добровольческой армией:306. На основании этого исследователь биографии Деникина доктор исторических наук Георгий Ипполитов сделал вывод, что Деникин причастен к формированию первого антибольшевистского правительства в России, которое просуществовало один месяц, до самоубийства Каледина:306.
Приступил в Новочеркасске к формированию частей новой армии, взяв на себя военные функции и отказавшись от хозяйственных. Первоначально, как и другие генералы, работал конспиративно, носил штатское платье и, как писал первопоходник Роман Гуль, был «больше похож на лидера буржуазной партии, чем на боевого генерала»:296. В его распоряжении было 1500 человек и 200 патронов на одну винтовку. Ипполитов пишет, что оружие, средств на приобретение которого хронически недоставало, часто выменивалось у казаков в обмен на спиртное либо похищалось со складов разлагающихся казачьих частей. Со временем в армии появилось 5 орудий. Всего к январю 1918 года Деникину удалось сформировать армию в 4000 бойцов:293. Средний возраст добровольца был невелик, и офицерская молодёжь называла 46-летнего Деникина «дедом Антоном»:296.
В январе 1918 года ещё только формирующиеся части добровольцев вступили в первые бои на Новочеркасском фронте с отрядами под командованием Владимира Антонова-Овсеенко, посланными Совнаркомом для борьбы с Калединым. Бойцы Деникина понесли большие потери, но достигли тактического успеха и сдержали наступление советских войск:294. По мнению Ипполитова, Деникин как один из основных и наиболее деятельных организаторов добровольческих частей нередко воспринимался на этом этапе как командующий армией. Функции командующего он также временно выполнял в периоды отсутствия Корнилова. Алексеев, выступая перед казачьим правительством Дона в январе, говорил, что Добровольческой армией командуют Корнилов и Деникин:296.
В период формирования армии произошли изменения в личной жизни генерала — 25 декабря 1917 года (7 января 1918 года):50 он женился первым браком:105. Ксения Чиж, за которой генерал ухаживал последние годы, приехала к нему на Дон, и они, не привлекая большого внимания, обвенчались в одной из церквей Новочеркасска:298:105. Восемь дней продлился их медовый месяц, который они провели в станице Славянской. После этого возвратился в расположение армии, отправившись сначала в Екатеринодар за генералом Алексеевым, а затем возвратившись в Новочеркасск. Всё это время продолжал работать конспиративно под чужим именем Домбровского:298.
30 января (12 февраля) 1918 года был назначен командиром 1-й стрелковой (Добровольческой) дивизии. После подавления добровольцами в Ростове рабочего восстания, штаб армии был переведен в Ростов. Вместе с Добровольческой армией в ночь с 8 (21) февраля на 9 (22) февраля 1918 года выступил в 1-й (Ледяной) кубанский поход, во время которого стал заместителем командующего Добровольческой армией генерала Корнилова. Сам Деникин так это вспоминал:314:

Меня Корнилов назначил помощником командующего армией. Функции довольно неопределённые. Идея жуткая — преемственность.

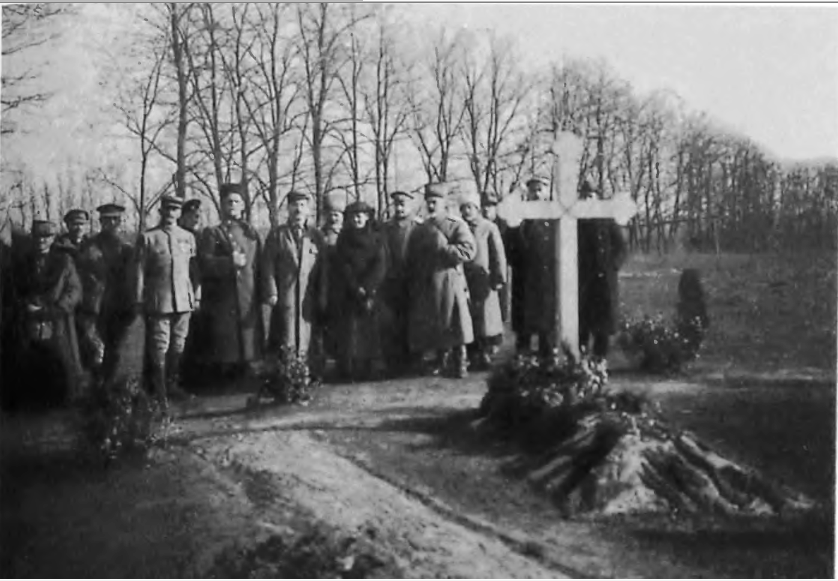
Встреча участников Добровольческой армии на символической могиле Корнилова. Пятый справа — Деникин. 1919 год

Являлся одним из тех, кто убедил на совете армии в станице Ольгинской 12 (25) февраля 1918 года Корнилова принять решение двигаться армией в пределы Кубанской области. 17 (30) марта 1918 года он также способствовал убеждению Алексеевым Кубанской Рады о необходимости вхождения её отряда в состав Добровольческой армии. На совете, принявшем решение о штурме Екатеринодара, Деникин должен был после взятия города занять пост его генерал-губернатора:320.
Штурм Екатеринодара, продолжавшийся с 28 (10) апреля по 31 марта (13 апреля) 1918 года, развивался для добровольцев неудачно. Армия несла тяжёлые потери, заканчивались боеприпасы, обороняющиеся имели численное превосходство. Утром 31 марта (13 апреля) 1918 года в результате попавшего в здание штаба снаряда погиб Корнилов. По преемственности от Корнилова и собственному согласию, а также в результате изданного Алексеевым приказа, Деникин возглавил Добровольческую армию, после чего отдал распоряжение прекратить штурм и готовиться к отступлению:109.

### Руководитель Белого движения

#### Начало командования Добровольческой армией

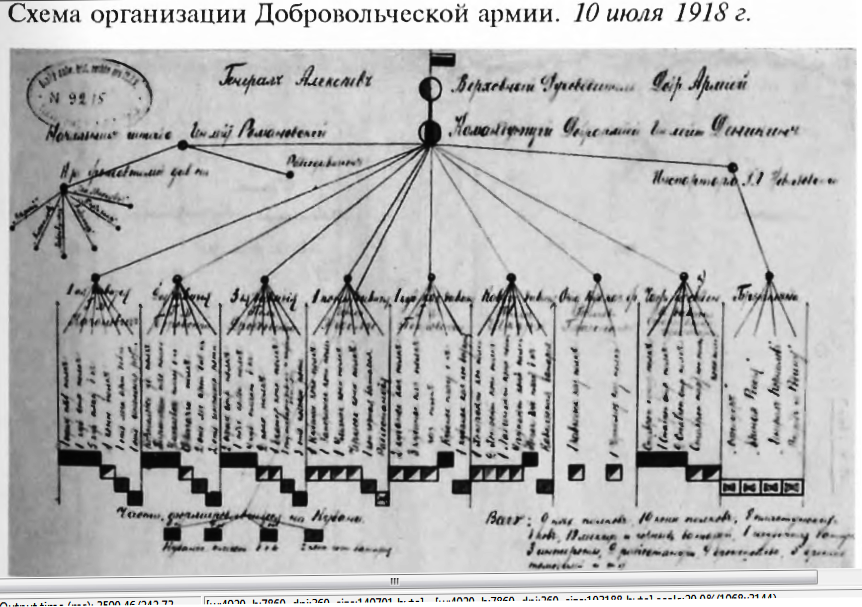
Организационная структура Добровольческой армии, составленная Деникиным и Алексеевым

Деникин вывел остатки Добровольческой армии к станице Журавской. Испытывая постоянное преследование и угрозу окружения, армия маневрировала, избегала железных дорог. Далее от станицы Журавской повёл войска на восток и вышел к станице Успенской. Здесь было получено известие о восстании донских казаков против советской власти. Отдал распоряжение форсированным маршем двигаться в сторону Ростова и Новочеркасска. С боем его войсками была взята железнодорожная станция Белая Глина. 15 (28) мая 1918 года, в разгар казачьего антибольшевистского восстания, добровольцы подошли к Ростову (занятому в то время немцами) и расположились в станицах Мечётинская и Егорлыкская на отдых и переформирование. Численность армии вместе с ранеными составляла около 5000 человек:111.
Автор очерка о генерале, Юрий Гордеев, пишет, что Деникину в тот момент трудно было рассчитывать на своё главенство в антибольшевистской борьбе. Казачьи части генерала Попова (основная сила донского восстания) насчитывали более 10 тысяч человек. В начавшихся переговорах казаки потребовали наступления добровольцев на Царицын при наступлении казаков на Воронеж, но Деникин и Алексеев приняли решение, что сначала они повторят поход на Кубань для очистки района от большевиков. Тем самым был исключён вопрос о едином командовании, так как армии расходились в разные стороны:111. Деникин на совещании в станице Манычской потребовал передачи 3-тысячного отряда полковника Михаила Дроздовского, пришедшего на Дон с бывшего Румынского фронта, не в Донскую, а в Добровольческую армию, и этот отряд был ей передан:112.

#### Организация Второго Кубанского похода

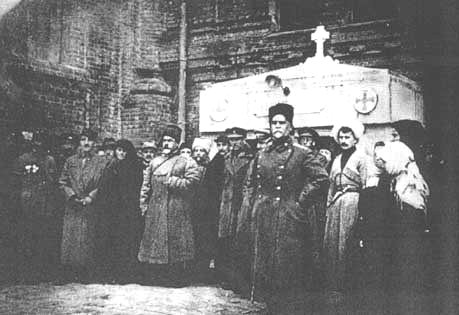
Деникин у могилы основателя Добровольческой армии Михаила Алексеева, Екатеринодар, 1918 год

Получив необходимый отдых и переформировавшись, а также усилившись отрядом Дроздовского, Добровольческая армия в ночь с 9 (22) на 10 (23) июня 1918 года в составе 8—9 тысяч бойцов под командованием Деникина начала 2-й Кубанский поход, завершившийся разгромом почти 100-тысячной кубанской группировки красных войск и взятием 4 (17) августа 1918 года столицы кубанского казачества, Екатеринодара.
В Екатеринодаре Деникин разместил свой штаб, а казачьи войска Кубани вошли в его подчинение. Добровольческая армия к тому времени составляла 12 тысяч человек, и её существенно пополнил 5-тысячный отряд кубанских казаков под командованием Андрея Шкуро. Основным направлением политики Деникина во время пребывания в Екатеринодаре являлось решение вопроса о создании единого фронта антибольшевистских сил на Юге России, а основной проблемой являлись отношения с Донской армией. По мере развёртывания успеха добровольцев на Кубани и Кавказе его позиции в диалоге с донскими силами всё более укреплялись. Одновременно вёл политическую игру по замене на посту донского атамана Петра Краснова (до ноября 1918 года ориентировавшегося на Германию) на союзнически ориентированного Африкана Богаевского:115.
Отрицательно высказывался об украинском гетмане Павле Скоропадском и созданном им при участии немцев государстве — Украинской державе, что осложняло отношения с немецким командованием и уменьшало приток добровольцев к Деникину с контролируемых немцами территорий Украины и Крыма:115.
После смерти генерала Алексеева 25 сентября (8 октября) 1918 года занял пост главнокомандующего Добровольческой армией, объединив в своих руках военную и гражданскую власть. На протяжении второй половины 1918 года Добровольческой армии под общим управлением Деникина удалось разгромить войска Северо-Кавказской советской республики и занять всю западную часть Северного Кавказа:113.
Осенью 1918 — зимой 1919 гг., несмотря на противодействие со стороны Великобритании, войска генерала Деникина отвоевали Сочи, Адлер, Гагру, всю прибрежную территорию, захваченную весной 1918 года Грузией. К 10 февраля 1919 года Вооружённые силы Юга России заставили отступить грузинскую армию за реку Бзыбь. Эти бои деникинцев в ходе Сочинского конфликта позволили де-факто сохранить Сочи для России.

#### Главнокомандующий Вооружёнными силами Юга России
22 декабря 1918 года (4 января 1919 года) войска Южного фронта красных перешли в наступление, что вызвало развал фронта Донской армии. В этих условиях Деникину представилась удобная возможность подчинить себе казачьи войска Дона. 26 декабря 1918 года (8 января 1919 года) Деникин подписал соглашение с Красновым, согласно которому Добровольческая армия объединилась с Донской армией. При участии донских казаков Деникину также удалось в эти дни отстранить от руководства генерала Петра Краснова и заменить его Африканом Богаевским, причём возглавленные Богаевским остатки Донской армии были переподчинены напрямую Деникину. Такая реорганизация положила начало созданию Вооружённых сил Юга России (ВСЮР). Во ВСЮР также вошли Кавказская (позже Кубанская) армия и Черноморский флот:119—120.

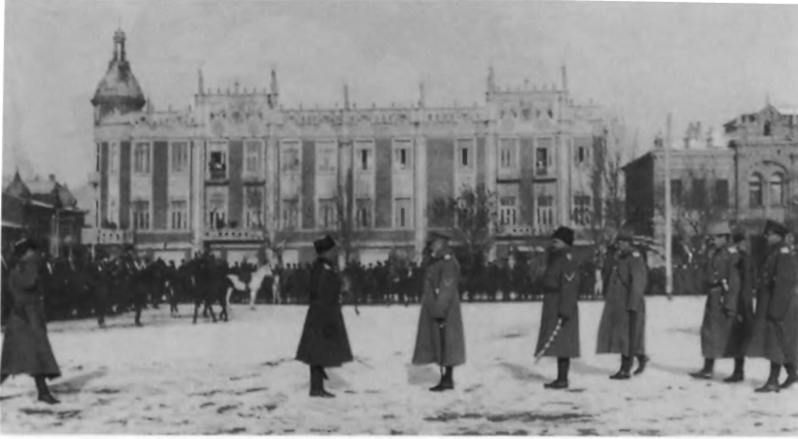
Деникин принимает парад корниловских частей в Екатеринодаре, конец 1918 года

Деникин возглавил ВСЮР, избрав своим заместителем и начальником штаба давнего соратника, с которым вместе прошёл быховское заточение и оба Кубанских похода Добровольческой армии, генерал-лейтенанта Ивана Романовского. 1 (14) января 1919 года передал командование Добровольческой армией, ставшей теперь одним из оперативных объединений ВСЮР, Петру Врангелю. В скором времени перевёл свою Ставку главнокомандующего ВСЮР в Таганрог.
Союзниками России по Антанте к началу 1919 года Деникин оказался воспринят как основной руководитель антибольшевистских сил на Юге России:108—109. Ему удалось получить через черноморские порты от них в качестве военной помощи большое количество оружия, боеприпасов, снаряжения:109.
В феврале 1919 года Деникин стал отцом — у его жены Ксении родилась дочь Марина.
Доктор исторических наук Владимир Кулаков разделяет деятельность Деникина как главнокомандующего ВСЮР на два периода: период наиболее крупных побед (январь — октябрь 1919 года), принёсших Деникину известность как в России, так и в Европе и США, и период разгрома ВСЮР (ноябрь 1919 — апрель 1920 г.), завершившийся отставкой Деникина.

##### Период наиболее крупных побед

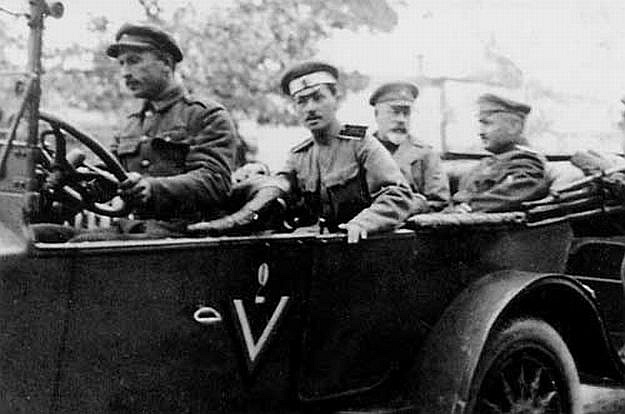
Деникин и Романовский в штабном автомобиле ВСЮР марки «Audi», 1919 год

По данным Гордеева, Деникин располагал весной 1919 года армией в 85 тысяч человек:121; по советским данным, армия Деникина ко 2 (15) февраля 1919 года составляла 113 тысяч человек. Доктор исторических наук Владимир Федюк пишет, что у Деникина в этот период служило 25—30 тысяч офицеров.
В отчётах Антанты марта 1919 года делались выводы о непопулярности и плохом морально-психологическом состоянии войск Деникина, а также отсутствии у них собственных ресурсов для продолжения борьбы. Положение осложнили уход союзников из Одессы и её падение в апреле 1919 года с отступлением бригады Тимановского в Румынию и последующей её переправкой в Новороссийск, а также занятие большевиками 6 апреля Севастополя. При этом Крымско-Азовская Добровольческая армия закрепилась на перешейке Керченского полуострова, чем частично сняла угрозу вторжения красных на Кубань. В Каменноугольном районе основные силы Добровольческой армии в январе — мае вели оборонительные бои против превосходящих сил Южного фронта.
В этих противоречивых условиях Деникин подготовил весенне-летние наступательные операции ВСЮР, достигшие большого успеха. Кулаков пишет, что согласно анализу документов и материалов «генерал проявил в это время свои лучшие военно-организаторские качества, нестандартное стратегическое и оперативно-тактическое мышление, показал искусство гибкого манёвра и правильного выбора направления главного удара». В качестве факторов успеха Деникина называются его опыт боевых операций Первой мировой войны, а также понимание того, что стратегия Гражданской войны отличается от классической схемы ведения войны.

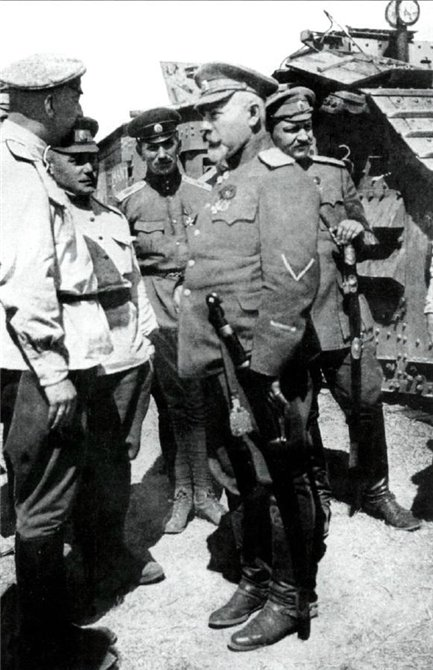
Деникин в танковых частях своей армии, 1919 год

Кроме военных операций большое внимание уделял пропагандистской работе. Им было организовано осведомительное агентство, разрабатывавшее и использовавшее разные неординарные методы пропаганды. Для распространения листовок над позициями красных применялась авиация. Параллельно с этим агентура Деникина распространяла листовки в тыловых гарнизонах и местах расквартирования запасных частей красных с разнообразной дезинформацией в виде текстов «приказов-обращений» Председателя Реввоенсовета республики. Успешным пропагандистским ходом считается распространение среди вёшенских казаков-повстанцев листовок с информацией о том, что Совнарком подписал секретное письмо о поголовном истреблении казаков, склонившее восставших на сторону Деникина. Одновременно Деникин поддерживал боевой дух добровольцев собственной искренней верой в успех совершаемого дела и личной близостью к армии:400—401.
Хотя соотношение сил весной 1919 года оценивается как 1:3,3 в штыках и саблях не в пользу белых при относительном равенстве в артиллерии, морально-психологическое преимущество было на стороне белых, что позволило им вести наступление против превосходящего противника и свести до минимума фактор недостатка материальных и человеческих ресурсов.
В течение поздней весны и начала лета 1919 года войскам Деникина удалось перехватить стратегическую инициативу. Он сосредоточил против Южного фронта, по оценке советского командования, 8—9 пехотных и 2 конные дивизии общей численностью 31—32 тысячи человек:399. Разгромив в мае — июне большевиков на Дону и Маныче, войска Деникина повели успешное наступление вглубь страны. Его армии смогли овладеть Каменноугольным районом — топливно-металлургической базой юга России, войти на территорию Украины, а также занять обширные плодородные районы Северного Кавказа. Фронт его армий расположился выгнутой на север дугой от Чёрного моря восточнее Херсона до северной части Каспийского моря:123.

Титульная страница номера ежедневной харьковской газеты «Новая Россия» от с объявлениями о приезде в Харьков генерала Деникина

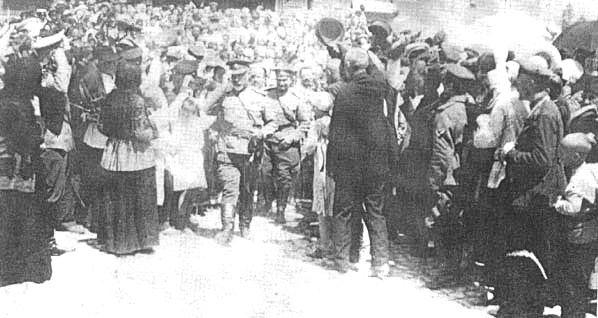
Народ приветствует Деникина после взятия Царицына, июнь 1919 года

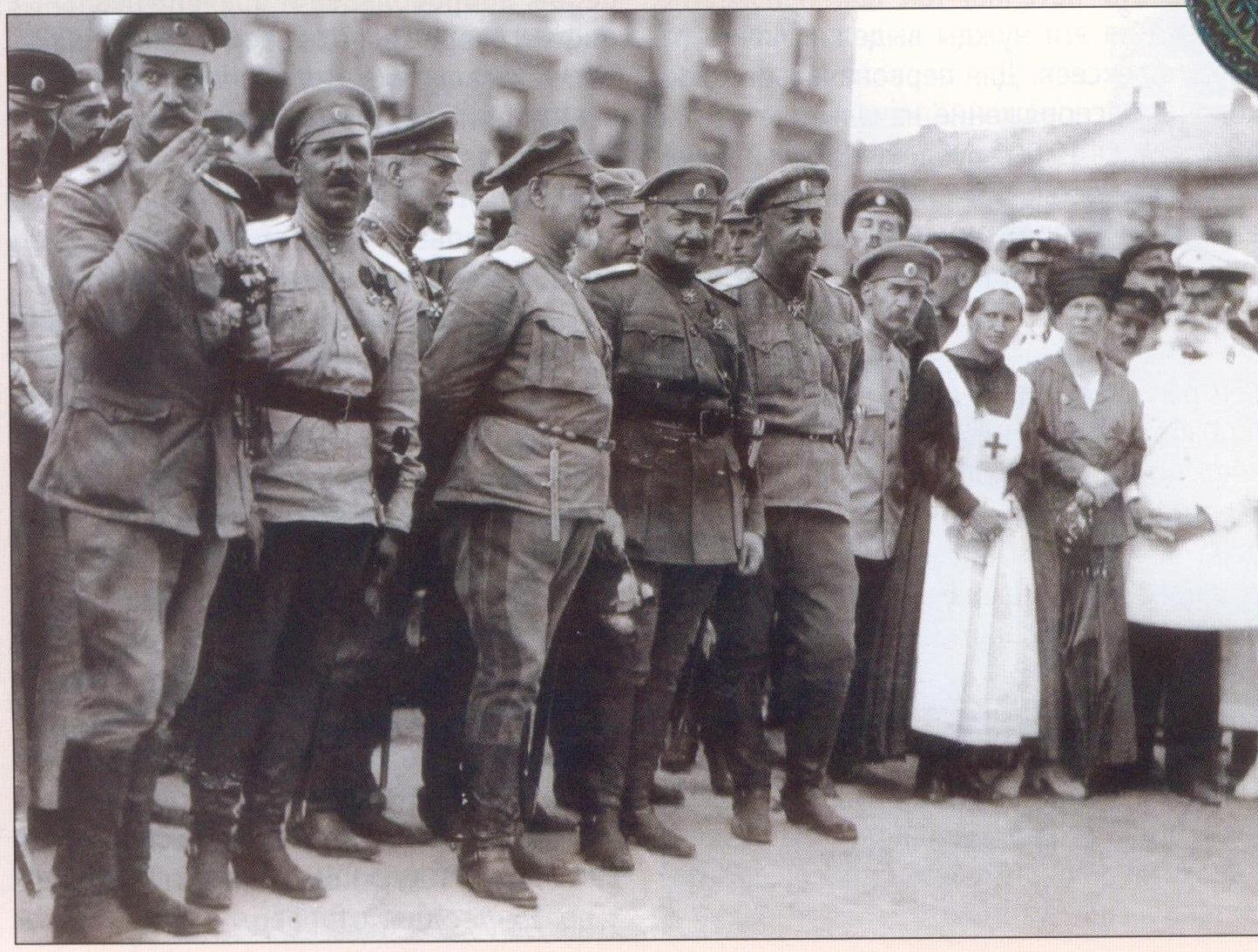
Парад в Харькове,. В центре Иван Романовский и Деникин

Широкая известность в пределах Советской России пришла к Деникину в связи с наступлением его армий в июне 1919 года, когда добровольческие войска взяли Харьков (24 июня (7 июля) 1919 года), Екатеринослав (27 июня (10 июля) 1919 года), Царицын (30 июня (13 июля) 1919 года). Упоминание его имени в советской прессе стало повсеместным, а сам он подвергался в ней ожесточённой критике. Деникин в середине 1919 года внушал советской стороне серьёзное опасение. В ответ на упреки, Деникин говорил, что гражданская война имеет множество своих особенностей, причем ряд их трудно предугадать. В июле 1919 года Владимиром Лениным было написано обращение с названием «Все на борьбу с Деникиным!», ставшее письмом ЦК РКП(б) к организациям партии, в котором наступление Деникина называлось «самым критическим моментом социалистической революции».
При этом Деникин в разгар своих успехов, 12 (25) июня 1919 года, официально признал власть адмирала Колчака как верховного правителя России и верховного главнокомандующего Русской армией. 24 июня (7 июля) 1919 года Совет министров Российского правительства назначил Деникина заместителем верховного главнокомандующего в целях «обеспечения непрерывности и преемственности верховного командования»:379.
3 (16) июля 1919 года поставил своим войскам Московскую директиву, предусматривающую конечной целью захват Москвы — «сердца России» (и одновременно с этим столицы большевистского государства). Войска ВСЮР под общим руководством Деникина начали свой Поход на Москву.

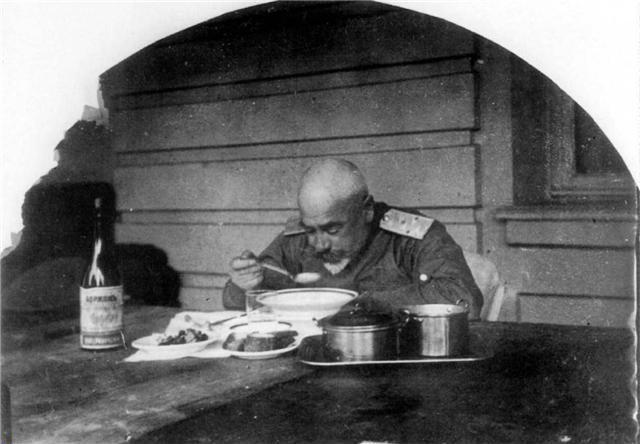
Генерал Деникин пробует пищу на благотворительном обеде, фото для пропагандистской прессы Юга России. 1919 год, Харьков

В середине 1919 года достиг больших военных успехов на Украине. В конце лета 1919 года его армиями были взяты города Полтава (3 (16) июля 1919 года), Николаев, Херсон, Одесса (10 (23) августа 1919 года), Киев (18 (31) августа 1919 года). При взятии Киева добровольцы соприкоснулись с частями УНР и Галицкой армии. Деникин, не признававший легитимности Украины и украинских войск, потребовал разоружения сил УНР и их возвращения по домам для последующей мобилизации. Невозможность нахождения компромисса привела к началу боевых действий между ВСЮР и украинскими силами, которые хоть и развивались успешно для ВСЮР, однако привели к необходимости воевать на два фронта одновременно. В ноябре 1919 года петлюровские и галицийские войска потерпели на Правобережной Украине полное поражение, армия УНР утратила значительную часть контролируемых территорий, а с галичанами был заключен мирный договор и военный союз, в результате которого Галицкая армия перешла в распоряжение Деникина и вошла в состав ВСЮР.
Сентябрь и первая половина октября 1919 года были временем наибольшего успеха сил Деникина на центральном направлении. Нанеся в августе — сентябре 1919 года в масштабном встречном сражении под Харьковом и Царицыном тяжёлое поражение армиям Южного фронта красных (командующий — Владимир Егорьев), деникинцы, преследуя разбитые красные части, стали стремительно продвигаться к Москве. 7 (20) сентября 1919 года они взяли Курск, 23 сентября (6 октября) 1919 года — Воронеж, 27 сентября (10 октября) 1919 года — Чернигов, 30 сентября (13 октября) 1919 года — Орёл и намеревались взять Тулу. Южный фронт большевиков рушился. Большевики были близки к катастрофе и готовились к уходу в подполье. Был создан подпольный Московский комитет партии, правительственные учреждения начали эвакуацию в Вологду.
Если 5 (18) мая 1919 года Добровольческая армия в Каменноугольном районе насчитывала в своих рядах 9600 бойцов, то после взятия Харькова, к 20 июня (3 июля) 1919 года она составляла 26 тысяч человек, а к 20 июля (2 августа) 1919 года — 40 тысяч человек. Вся численность ВСЮР, подчинённых Деникину, с мая по октябрь возросла постепенно с 64 до 150 тысяч человек. Под контролем Деникина находились территории 16—18 губерний и областей общей площадью 810 тыс. кв. вёрст с населением в 42 миллиона человек.

##### Период разгрома ВСЮР
Но с середины октября 1919 года положение армий Юга России заметно ухудшилось. Тылы были разрушены рейдом повстанческой армии Нестора Махно по Украине, прорвавшего в конце сентября фронт белых в районе Умани, к тому же против него пришлось снимать войска с фронта, а большевики заключили негласное перемирие с поляками и петлюровцами, высвободив силы для борьбы с Деникиным. Из-за перехода с добровольческой на мобилизационную основу комплектования армии качество вооружённых сил Деникина падало, мобилизации не давали нужного результата, большое количество военнообязанных предпочитало под разными предлогами оставаться в тылу, а не в действующих частях. Ослабевала крестьянская поддержка. Создав количественное и качественное превосходство над силами Деникина на главном, орловско-курском, направлении (62 тысячи штыков и сабель у красных против 22 тысяч у белых), в октябре Красная армия перешла в контрнаступление: в ожесточённых боях, шедших с переменным успехом, южнее Орла малочисленным частям Добровольческой армии к концу октября войска Южного фронта красных (с 28 сентября (11 октября) 1919 года — командующий Александр Егоров) нанесли поражение, а затем стали теснить их по всей линии фронта. Зимой 1919—1920 годов войска ВСЮР оставили Харьков, Киев, Донбасс, Ростов-на-Дону.

Чествование текинцами бывших узников Быховской тюрьмы,. Сидят — бывшие «узники». В центре — генерал Деникин

24 ноября (7 декабря) 1919 года в разговоре с братьями Пепеляевыми верховный правитель и верховный главнокомандующий русской армии А. В. Колчак впервые заявил о своём отречении в пользу А. И. Деникина, а в начале декабря 1919 года адмирал этот вопрос поднял перед своим правительством. 9 (22) декабря 1919 года Совет министров Российского правительства принял следующее постановление: «В целях обеспечения непрерывности и преемства всероссийской власти Совет министров постановил: возложить обязанности Верховного Правителя на случай тяжкой болезни или смерти Верховного Правителя, а также на случай отказа его от звания Верховного Правителя или долговременного его отсутствия на Главнокомандующего Вооружёнными силами на Юге России генерал-лейтенанта Деникина»:379.
22 декабря 1919 года (4 января 1920 года) Колчак издал в Нижнеудинске свой последний указ, которым, «ввиду предрешения мною вопроса о передаче верховной всероссийской власти Главнокомандующему Вооружёнными силами на Юге России генерал-лейтенанту Деникину, впредь до получения его указаний, в целях сохранения на нашей Российской Восточной Окраине оплота государственности на началах неразрывного единства со всей Россией», предоставлял «всю полноту военной и гражданской власти на всей территории Российской Восточной Окраины, объединённой российской верховной властью», генерал-лейтенанту Григорию Семёнову:379. Несмотря на то, что верховная всероссийская власть Деникину Колчаком так и не была передана, соответственно, не передавался никогда и сам титул «Верховный правитель»:380, Деникин в своих мемуарах писал, что в обстановке тяжёлых поражений Вооружённых сил Юга России и политического кризиса он счёл совершенно неприемлемым «принятие соответственного наименования и функций» и отказался от принятия титула Верховного правителя, мотивируя своё решение «отсутствием официальных сведений о событиях на Востоке»:380.
После отступления к началу 1920 года остатков Добровольческой армии в пределы казачьих областей, уже обладая полученным от Колчака титулом Верховного Правителя, Деникин пытался сформировать так называемую южнорусскую модель государственности, основанную на объединении государственных начал добровольческих, донских и кубанских руководств. Для этого упразднил Особое совещание и создал вместо него Южнорусское правительство из представителей всех сторон, которое и возглавил, оставаясь в качестве главнокомандующего ВСЮР. Вопрос необходимости широкой коалиции с представителями казачьего руководства потерял актуальность к марту 1920 года, когда армия отступила к Новороссийску, утратив контроль над казачьими областями.
С лета 1919 года против политики генерала Деникина открыто выступал генерал Врангель. Кроме рапортов самому Деникину, Врангель распространял среди своего окружения памфлеты против главнокомандующего ВСЮР, критикуя как его военные приказы по армиям, так и проводимую политику на занятой территории. Это нарушало армейскую субординацию и негативно влияло на взаимоотношения Деникина с внутренними и иностранными союзниками. Деникин запретил командующим армиями общаться с Врангелем, а в декабре 1919 года отправил его в отставку. Критика Деникина Врангелем происходила на фоне отступления белых войск и сильно влияла на подрыв его власти и развал армии.

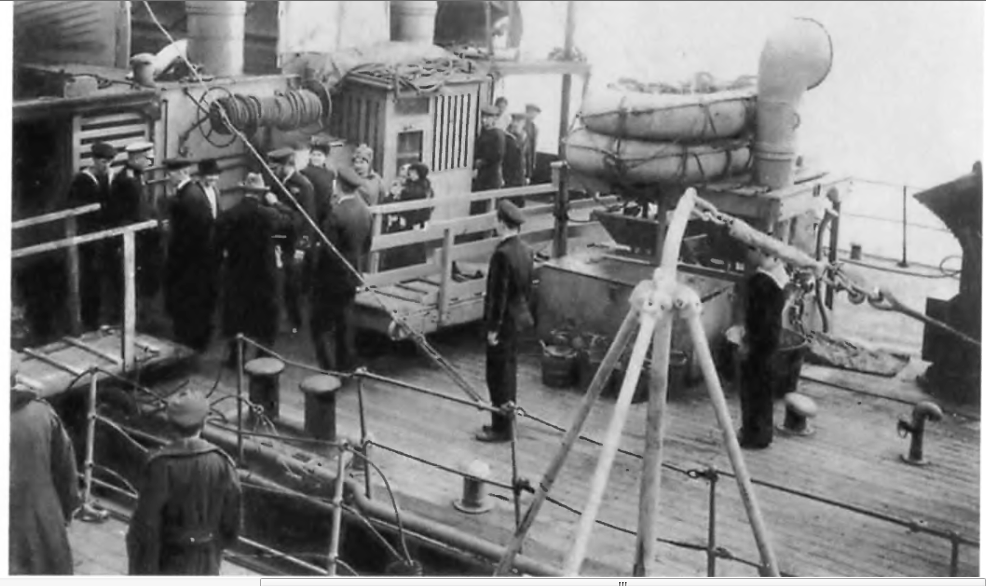
Деникин с семьёй на эсминце Капитан Сакен, Новороссийск, март 1920 года

Одной из предпосылок отступления, а возможно и основной причиной, стало ухудшение отношений руководства ВСЮР и кубанского казачества, вызванное роспуском Кубанской Рады, и особенно расправой над её депутатом, священником Кулабуховым. Повлияло на это и убийство Рябовола ранее. После этого часть кубанцев массово оставляет фронт, возвращаясь в станицы.
Предпринял попытку задержать отступление своих войск на линии рек Дон и Маныч, а также на Перекопском перешейке, и приказал в первых числах января 1920 года занять оборону на этих рубежах. Он рассчитывал дождаться весны, получить новую помощь Антанты и повторить наступление в центральную Россию. Пытавшиеся во второй половине января прорвать стабилизировавшийся фронт красные конные армии понесли большие потери под Батайском и на реках Маныч и Сал от ударной группы Донской армии генерала Владимира Сидорина. Окрылённый этим успехом, 26 января 1920 года Деникин приказал своим войскам перейти в наступление. 7 февраля 1920 года войска добровольцев на несколько дней взяли Ростов-на-Дону. Но новое наступление войск Кавказского фронта красных вызвало ожесточённые бои у Батайска и Ставрополя, а у станицы Егорлыкской произошло конное сражение армии Семёна Будённого с группой Александра Павлова, в результате чего конная группа Павлова была разбита, и войска Деникина начали общее отступление по всему фронту на юг на более чем 400 км:143—144.
4 (17) марта 1920 года издал директиву войскам переправиться на левый берег реки Кубань и занять по ней оборону, но разложившиеся войска не выполнили этих распоряжений и начали паническое отступление. Донская армия, которой было предписано занять оборону на Таманском полуострове, вместо этого, смешавшись с добровольцами, отступала к Новороссийску. Кубанская армия также ушла с позиций и откатывалась к Туапсе:144. Беспорядочное скопление войск у Новороссийска и промедление с началом эвакуации стали причиной Новороссийской катастрофы, которая нередко вменяется в вину Деникину. Всего из района Новороссийска морем в Крым 26—27 марта (8)— (9) апреля 1920 года удалось переправить около 35:54—40 тысяч солдат и офицеров:145. Сам же генерал со своим начальником штаба Романовским вступил в Новороссийске на борт эсминца «Капитан Сакен» одним из последних.

##### Отставка с поста главнокомандующего ВСЮР

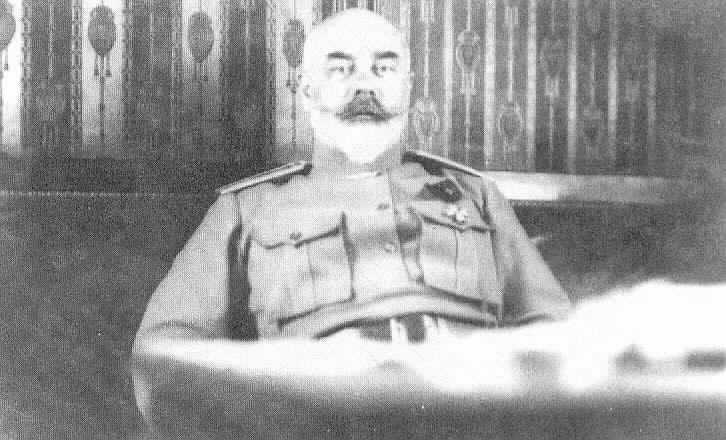
В день отставки с поста главнокомандующего Вооружёнными Силами Юга России, Феодосия, 4 апреля 1920 года

В Крыму 16 марта 1920 года разместил свою Ставку в Феодосии в здании гостиницы «Астория». В течение недели он проводил реорганизацию армии и мероприятия по восстановлению боеспособности войск. При этом в самой армии, за исключением цветных частей и большинства кубанцев, нарастало недовольство Деникиным. 

Памфлеты разносили по свету поистине страшное обвинение: как Колчак и Деникин предавали друг друга и Россию… — Деникин, Антон Иванович. Очерки русской смуты. Глава III. Наступление ВСЮР весною 1919 года: освобождение Дона и Крыма, взятие Харькова, Полтавы, Екатеринослава и Царицына. «Московская директива». Внутренние настроения
Особое недовольство выражал оппозиционный генералитет. Одним из вождей генеральской оппозиции стал П. Н. Врангель, отношения между которым и Деникиным с декабря 1919 года стали чрезвычайно неприязненными. Деникину удалось добиться отставки Врангеля 8 февраля 1920 года, но уже 15 февраля Врангель ответил большим письмом на имя Деникина, обвинив последнего в большом количестве стратегических и политических ошибок, и по сути, возложив всю ответственность за близкое к катастрофе положение Белых армий. Документ получил большое распространение и в белом движении и в политических кругах на Западе, следствием чего стало открытое обсуждение вопроса о необходимости устранения Деникина от власти.
В этих условиях Деникин 21 марта 1920 года созвал в Севастополе Военный совет ВСЮР для рассмотрения вопроса о своем заместителе — будущем преемнике. Представители Добровольческого корпуса отстаивали сохранение Деникина на посту Главнокомандующего, но итоговым решением было рекомендовано назначить генерала Врангеля заместителем Деникина.
По мнению историка Слободина, Совет принял рекомендательное решение о целесообразности передачи Деникиным командования Врангелю. Чувствуя ответственность за военные неудачи, написал председателю Военного Совета Абраму Драгомирову письмо, в котором сообщил, что планирует подать в отставку и созвал заседание совета с целью избрания себе преемника:55.
22 (4) апреля 1920 года назначил главнокомандующим ВСЮР генерал-лейтенанта Петра Врангеля и в тот же день вечером вместе с бывшим начальником штаба Романовским, также подавшим в отставку, на английском миноносце оставил Крым и выехал в Англию с промежуточной остановкой в Константинополе, навсегда покинув пределы России:146.
5 апреля в Константинополе в непосредственной близости от Деникина оказался убит его начальник штаба Иван Романовский, что стало для Деникина тяжелейшим ударом. В тот же вечер со своей семьёй и детьми генерала Корнилова, всего 9 человек, перешёл на английское госпитальное судно, а 6 апреля на дредноуте «Мальборо» отбыл в Англию, по собственным словам, с чувством «неизбывной скорби». Наличных денег у Деникина было чуть более чем 23 тыс. рублей, что в переводе на валюту равнялось 13 фунтов стерлингов.
Летом 1920 года Александр Гучков обратился к Деникину с просьбой «довершить патриотический подвиг и особенным торжественным актом облечь барона Врангеля… преемственной всероссийской властью», однако он отказался подписать такой документ:380.

##### Политика Деникина на подконтрольных территориях

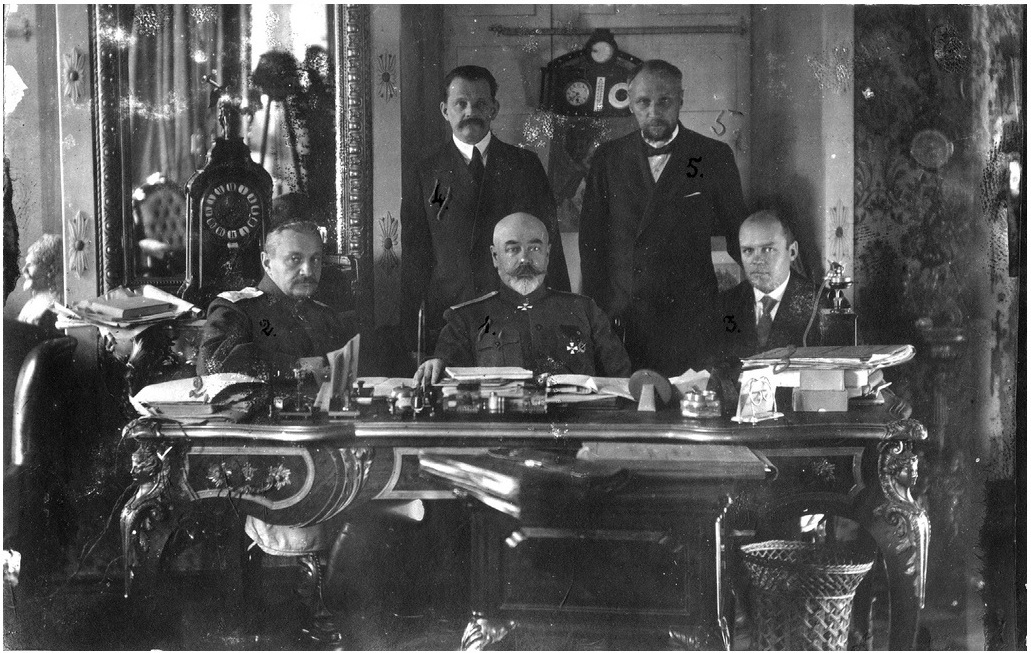
Деникин и члены его Особого совещания — правительства Юга России. Лето 1919 года, Таганрог

На территориях, контролируемых Вооружёнными Силами Юга России, вся полнота власти принадлежала Деникину как главнокомандующему. При нём действовало Особое совещание, исполнявшее функции исполнительной и законодательной власти. Обладая по сути диктаторской властью и будучи сторонником конституционной монархии, Деникин не считал себя вправе (до созыва Учредительного собрания) предопределять будущее государственное устройство России. Он старался сплотить как можно более широкие слои населения вокруг Белого движения под лозунгами «Борьба с большевизмом до конца», «Великая, Единая и Неделимая Россия», «Политические свободы», «Закон и порядок». Такая позиция была объектом критики как справа, со стороны монархистов, так и слева, из либерально-социалистического лагеря. Призыв к воссозданию единой и неделимой России встречал сопротивление со стороны казачьих государственных образований Дона и Кубани, добивавшихся автономии и федеративного устройства будущей России, а также не мог быть поддержан националистическими партиями Украины, Закавказья, Прибалтики:121—122.
Для совещания в Яссах Деникиным была утверждена «Записка о программных действиях Добровольческой армии», в которой провозглашалась задача объединения всех областей России, а государства, возникшие на её территории были разделены на непризнавшие Брестский мир, то есть союзники в борьбе с большевиками, и признавшие Брестский мир, то есть враги.
Реализация деникинской власти была несовершенной. Хотя формально власть принадлежала военным, которые с опорой на армию формировали политику Белого Юга, но на практике Деникину не удалось установить твёрдый порядок ни на контролируемых территориях, ни в армии:166.
При попытках решения рабочего вопроса было принято прогрессивное рабочее законодательство с 8-часовым рабочим днём и мерами по охране труда, которое из-за полного развала промышленного производства и недобросовестных действий собственников, использовавших своё временное возвращение к власти на предприятиях как удобную возможность спасти своё имущество и перевести капиталы за границу, не нашло практического претворения в жизнь:88-89.В то же самое время любые рабочие демонстрации и забастовки рассматривались исключительно как политические и подавлялись силой, а независимость профсоюзов не признавалась:166.
Правительство Деникина не успело полностью осуществить разработанную им земельную реформу, в основу которой должно было лечь укрепление мелких и средних хозяйств за счёт казённых и помещичьих земель. В современной российской и украинской историографии, в отличие от более ранней советской, не принято называть аграрное законодательство Деникина ориентированным на защиту интересов помещичьего землевладения:187. При этом правительству Деникина не удалось полностью воспрепятствовать стихийному возвращению помещичьего землевладения со всеми его отрицательными последствиями для реализации земельных реформ:188.
В национальной политике Деникин придерживался концепции «единой и неделимой России», что не допускало обсуждения какой-либо автономии либо самоопределения территорий, входивших в состав бывшей Российской империи в довоенных границах. Принципы национальной политики в отношении территории и населения Украины нашли отражение в «Обращении Деникина к населению Малороссии» и не допускали права украинского народа на самоопределение.
По другой точке зрения, сепаратизм организующейся Украины сильно ослаблял власть Деникина. В этот период про-русски настроенное население этого региона так и называлось Малороссами. Так же себя позиционировал, например и политик В. В. Шульгин, определявший украинофильство как национальное предательство.
Не допускалось и казачьей автономии — Деникин осуществил репрессивные меры против попыток создания собственного федеративного государства кубанским, донским и терским казачеством: ликвидировал Кубанскую Раду и произвёл перестановки в Правительстве казачьих областей. В отношении еврейского населения проводилась особая политика. Ввиду того что среди руководителей большевистских структур значительную часть составляли евреи, в среде Добровольческой армии было принято считать любых евреев потенциальными соучастниками большевистского режима. Деникин издал приказ о запрете евреям вступать в Добровольческую армию на офицерские должности. Хотя аналогичное распоряжение по поводу солдат Деникиным не было издано, но искусственно завышенные требования к принимаемым в армию новобранцам-евреям привели к тому, что вопрос об участии во ВСЮР евреев «решился сам собой».
В Российской императорской армии никогда не было учёта или деления военнослужащих по национальностям. Учитывалось только вероисповедание. Иудеям запрещено было быть офицерами. Евреи-христиане офицерами быть могли.
Сам Деникин неоднократно обращался с призывом к своим командирам «не настраивать одну национальность против другой», но слабость его власти на местах была такова, что он не смог предотвратить погромы, особенно при условиях, когда и само пропагандистское агентство правительства Деникина ОСВАГ вело антиеврейскую агитацию — например, в своей пропаганде оно ставило знак равенства между большевизмом и еврейским населением и призывало к «крестовому походу» против евреев.

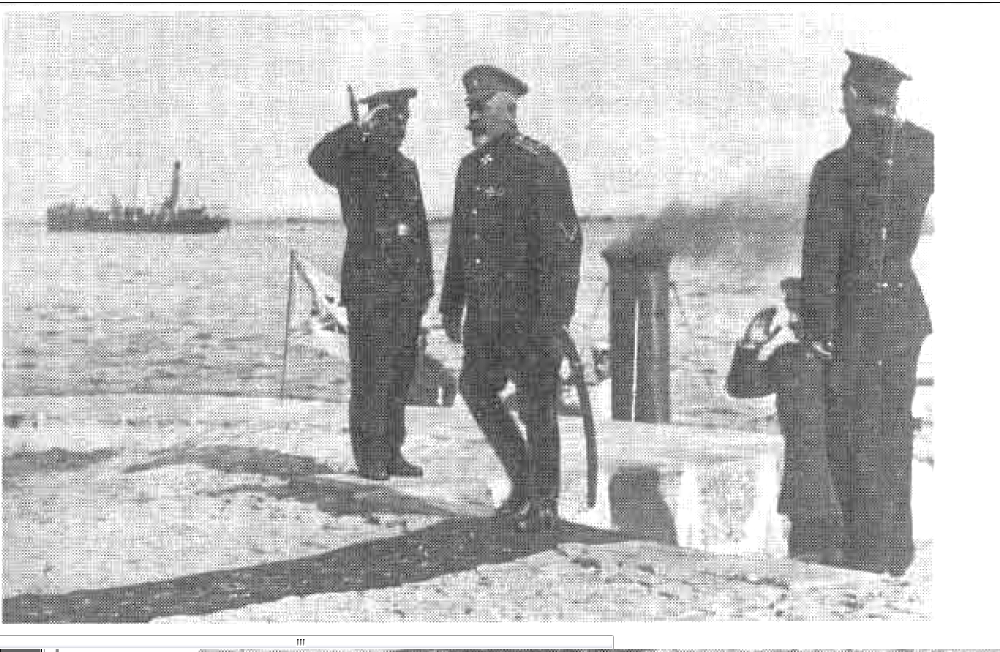
Прибытие Деникина в английскую союзническую миссию, 1919 год, Таганрог

В своей внешней политике ориентировался на признание подконтрольного ему государственного образования со стороны стран Антанты. С укреплением своей власти в конце 1918 года и образованием ВСЮР в январе 1919 года Деникину удалось заручиться поддержкой Антанты и получать её военную помощь на протяжении всего 1919 года. За время своего правления Деникин не поставил задачи международного признания своего правительства со стороны Антанты, эти вопросы решались уже его преемником Врангелем в 1920 году.
Отрицательно относился к идее формирования коалиционного законодательного правительства антибольшевистских сил на Юге России, скептически относился к государственным способностям своих донских и кубанских союзников, полагая, что подчинённая ему территория «могла бы дать представительный орган интеллектуально не выше губернского земского собрания».

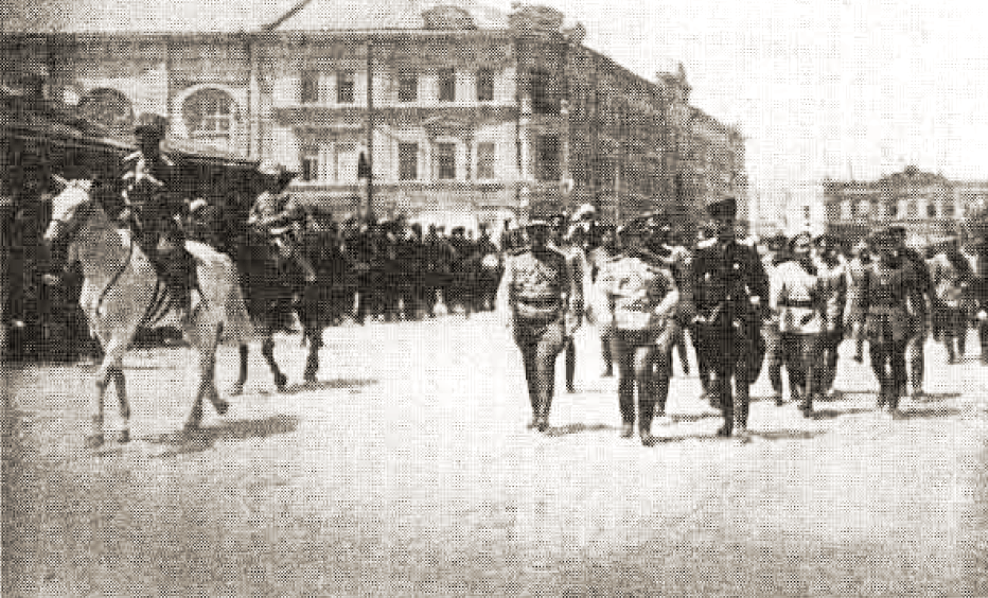
Деникин и Врангель на параде в Царицыне, 1919 год

С середины 1919 года обозначился крупный конфликт между Деникиным и Врангелем, одним из возвысившихся к этому времени военачальников Добровольческой армии. Современные исследователи расходятся во мнениях и называют противоречия между Деникиным и Врангелем как политическими:574, так и не носящими политического характера. Причинами разногласий являлась разница в видении двумя генералами вопроса выбора союзников и дальнейшей стратегии для сил Белого движения на Юге России, которая быстро перешла в плоскость взаимных обвинений и диаметрально противоположных оценок одних и тех же событий. Начальной точкой конфликта исследователями называется игнорирование Деникиным в апреле 1919 года секретного рапорта Врангеля, в котором он предлагал сделать царицынское направление наступления белых армий приоритетным. Деникиным позднее была издана Московская директива наступления, которая после её неудачи была публично раскритикована Врангелем. К концу 1919 года между генералами разгорелась открытая конфронтация, Врангель зондировал почву по смене генерала Деникина:53, но в январе 1920 года подал в отставку, покинул территорию ВСЮР и уехал в Константинополь, пребывая там до весны 1920 года. Конфликт Деникина и Врангеля способствовал возникновению раскола в белом лагере, он продолжился также и в эмиграции.
Репрессивная политика правительства Деникина оценивается сходной с политикой Колчака и других военных диктатур, либо называется более жёсткой, чем у других белых образований, что объясняется большим ожесточением Красного террора на Юге в сравнении с Сибирью или другими районами. Сам Деникин ответственность за организацию Белого террора на Юге России переносил на самодеятельность своей контрразведки, утверждая, что она становилась «иногда очагами провокации и организованного грабежа». В августе 1918 года последовало его распоряжение предавать по распоряжению военного губернатора виновных в установлении советской власти «военно-полевым судам войсковой части Добровольческой армии». В середине 1919 года репрессивное законодательство было ужесточено принятием «Закона в отношении участников установления в Российском государстве советской власти, а равно сознательно содействовавших её распространению и упрочению», согласно которому лица, явно причастные к установлению советской власти, подлежали смертной казни, соучастным предусматривались «бессрочная каторга», или «каторжные работы от 4 до 20 лет», или «исправительные арестантские отделения от 2 до 6 лет», более мелким нарушениям — тюремное заключение от месяца до 1 года 4 месяцев или «денежное взыскание» от 300 до 20 тысяч рублей. Кроме того, «опасение возможного принуждения» было исключено Деникиным из раздела «освобождения от ответственности», поскольку, согласно его резолюции, оно «трудноуловимо для суда». При этом Деникин с собственными пропагандистскими целями поставил задание изучать и документировать результаты Красного террора. 4 апреля 1919 года по его распоряжению была создана Особая следственная комиссия по расследованию злодеяний большевиков.

### В эмиграции

#### Межвоенный период

##### Отход от политики и период активной литературной деятельности
Направляясь с семьёй из Константинополя в Великобританию, Деникин сделал остановки на Мальте и в Гибралтаре. В Атлантическом океане корабль попал в сильную бурю. Прибыв в Саутгемптон, он 17 апреля 1920 года выехал в Лондон, где был встречен представителями британского военного министерства, а также генералом Хольманом и группой российских деятелей, в числе которых были бывший лидер кадетов Павел Милюков и дипломат Евгений Саблин, который вручил Деникину благодарственную и приветственную телеграмму из Парижа, отправленную в российское посольство в Лондоне на имя Деникина с подписями князя Георгия Львова, Сергея Сазонова, Василия Маклакова и Бориса Савинкова. Лондонская пресса (в частности, «Таймс» и «Дэйли Геральд») отметила приезд Деникина почтительными статьями в адрес генерала. Деникин посетил Уинстона Черчилля, организовавшего в 1919 году поставки материальной помощи для ВСЮР.

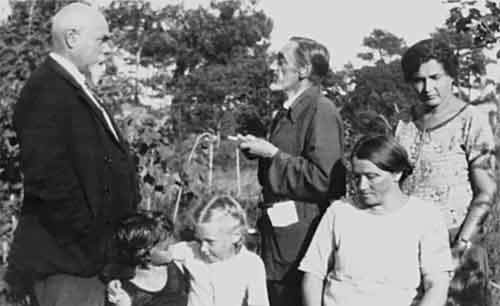
Встреча семьи Деникина с семьёй писателя Шмелёва в Капбретоне, Франция, 1926 год

Пробыл в Великобритании несколько месяцев, сначала живя в Лондоне, а затем в Певенси и Истборне (Восточный Суссекс):147. Осенью 1920 года в Великобритании была опубликована телеграмма лорда Кёрзона Чичерину, в которой тот отмечал, что именно его влияние способствовало убеждению Деникина оставить пост главнокомандующего ВСЮР и передать его Врангелю. Деникин в «Таймс» категорически опроверг заявление Кёрзона о каком-либо влиянии лорда на оставление им поста главнокомандующего ВСЮР, объяснив оставление причинами сугубо личными и требованием момента, а также отказался от предложения лорда Кёрзона участвовать в заключении перемирия с большевиками и сообщил, что:

Как раньше, так и теперь я считаю неизбежной и необходимой вооружённую борьбу с большевиками до полного их поражения. Иначе не только Россия, но и вся Европа обратится в развалины.
— :653-654
В знак протеста против желания британского правительства заключить мир с Советской Россией в августе 1920 года покинул Англию и переехал в Бельгию, где поселился с семьёй в Брюсселе:654-655 и приступил к написанию своего фундаментального документального исследования о Гражданской войне — «Очерков русской смуты». Накануне Рождества в декабре 1920 года генерал Деникин писал своему коллеге, бывшему главе английской миссии на Юге России генералу Бриггсу:

Я совершенно удалился от политики и ушёл весь в историческую работу. Доканчиваю первый том «Очерков», охватывающих события русской революции от 27 февраля до 27 августа 1917 года. В своей работе нахожу некоторое забвение от тяжёлых переживаний.
— :656
Гордеев[прояснить] пишет, что в этот период Деникин принял решение отказаться от дальнейшей вооружённой борьбы в пользу борьбы «словом и пером». Исследователь позитивно высказывается о данном выборе и отмечает, что благодаря ему история России конца XIX — начала XX веков «получила замечательного летописца»:148.

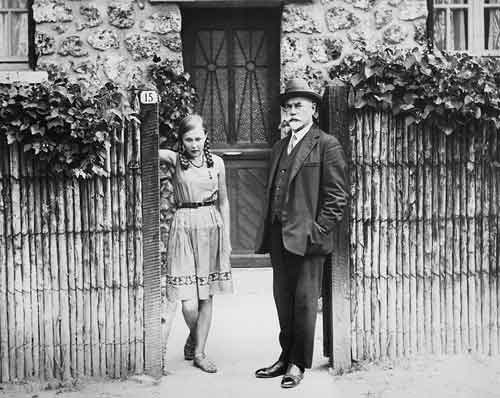
Антон Деникин с дочерью Мариной на пороге своего дома в предместье Парижа, коммуна Севр, 1933 год

В июне 1922 года:149 из Бельгии переехал в Венгрию, где жил и работал до середины 1925 года. За три года жизни в Венгрии он трижды сменил место жительства. Сначала генерал поселился в Шопроне, затем провёл несколько месяцев в Будапеште, а после этого снова поселился в провинциальном местечке вблизи озера Балатон:661. Здесь была завершена работа над последними томами «Очерков», которые были изданы в Париже и Берлине, а также с сокращениями были переведены и изданы на английском, французском и немецком языках. Выход этого сочинения несколько поправил материальное положение Деникина и дал ему возможность искать более удобное место для проживания. В это время давний друг Деникина генерал Алексей Шапрон дю Ларре женился в Бельгии на дочери генерала Корнилова и письмом пригласил генерала вернуться в Брюссель, что и послужило поводом к переезду. Пробыл в Брюсселе с середины 1925 года до весны 1926 года.
Весной 1926 года поселился в Париже, являвшемся центром русской эмиграции. Здесь занялся не только литературной, но и общественной деятельностью. В 1928 году он опубликовал книгу «Офицеры», основная часть работы над которым проходила в Капбретоне, где Деникин часто общался с писателем Иваном Шмелёвым. Далее Деникин начал работу над автобиографической повестью «Моя жизнь». Одновременно он часто выезжал в Чехословакию и Югославию для чтения лекций по русской истории:150. В 1931 году завершил работу «Старая армия», представлявшую военно-историческое исследование Российской императорской армии до и во время Первой мировой войны:151.

#### Политическая деятельность в эмиграции

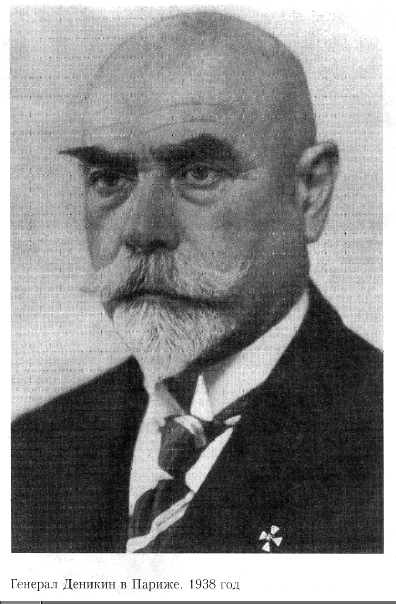
Деникин в Париже, 1938 год

В целом Деникин сохранил авторитет в среде русской эмиграции, однако часть белой эмиграции и последующих волн русской эмиграции относилась к Деникину критично. Среди них был преемник на посту главнокомандующего ВСЮР Пётр Николаевич Врангель, писатель Иван Солоневич, философ Иван Ильин и другие. За военно-стратегические просчёты во время Гражданской войны Деникина критиковали такие заметные деятели эмиграции, как военный специалист и историк генерал Николай Головин, полковник Арсений Зайцов и другие.
В рукописи «Навет на Белое движение» Деникин вынужден был дать ответ на критику принятых им военных и политических решений. Современные историки сравнили доводы Деникина с современными научными знаниями о ВСЮР и пришли к выводу, что бывший главнокомандующий убедительно опроверг обвинения в просчётах.
Сложные отношения, связанные с расхождением во взглядах на дальнейшее продолжение белой борьбы, были у Деникина и с Русским общевоинским союзом (РОВС), военной эмигрантской организацией бывших участников Белого движения.
В сентябре 1932 года группой близких к Деникину бывших военнослужащих Добровольческой армии была создана организация «Союз добровольцев». Новосозданная организация обеспокоила руководство РОВС, претендовавшего на лидерство в организации воинских союзов в эмигрантской среде. Деникин поддержал создание Союза добровольцев и считал, что РОВС в начале 1930-х гг. находился в кризисе. Возглавлял Союз добровольцев.
С приходом в Германии к власти нацистов выступил с осуждением политики Гитлера. В отличие от ряда эмигрантских деятелей, планировавших участвовать в боевых действиях против Красной армии на стороне иностранных государств, недружественных СССР, выступал за необходимость поддержки Красной армии против любого иностранного агрессора, с последующим пробуждением русского духа в рядах этой армии, который, по замыслу генерала, и должен свергнуть большевизм в России и при этом сохранить у России саму армию:151.
В 1936 году основал газету «Доброволец», которая до 1938 года издавалась в Париже Г. Д. Лесли при участии Союза добровольцев, на страницах которой публиковались статьи Деникина. Всего вышло три номера в феврале каждого года, и приурочены они были к годовщине Первого Кубанского (Ледяного) похода.
В конце 1938 года проходил свидетелем по делу Надежды Плевицкой о похищении начальника РОВС генерала Евгения Миллера и пропаже генерала Николая Скоблина (мужа Плевицкой). Его появление на суде во французской газетной прессе 10 декабря 1938 года рассматривалось как сенсация.

#### Вторая мировая война
Накануне Второй мировой войны Деникин прочитал в Париже лекцию «Мировые события и русский вопрос», которая впоследствии в 1939 году была издана отдельной брошюрой:152. В ней он обозначил свои позиции в связи с надвигающейся войной, участие СССР в которой представлялось неизбежным: «Нельзя — говорят одни — защищать Россию, подрывая её силы свержением власти… Нельзя — говорят другие — свергнуть советскую власть без участия внешних сил, хотя бы и преследующих захватные цели… Словом, или большевистская петля, или чужеземное иго. Я же не приемлю ни петли, ни ига. Верую и исповедую: свержение советской власти и защита России».

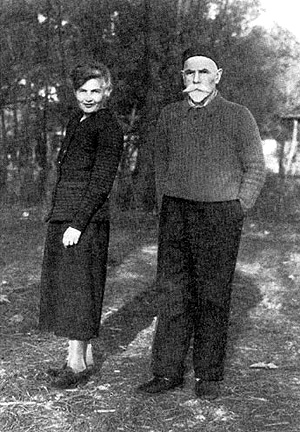
Деникин с женой в местечке Мимизан во время немецкой оккупации Франции, начало 1940-х гг.

Начало Второй мировой войны (1 сентября 1939 года) застало генерала Деникина на юге Франции в деревне Монтэй-о-Виконт, куда он выехал из Парижа для работы над своим трудом «Путь русского офицера». Согласно авторскому замыслу, эта работа должна была являться одновременно введением и дополнением к «Очеркам русской смуты». Вторжение германских войск на территорию Франции в мае 1940 года заставило Деникина принять решение спешно покинуть Бург-ла-Рэн (под Парижем) и на машине одного из своих соратников полковника Глотова выехать на юг Франции к испанской границе. В Мимизане к северу от Биаррица машину с Деникиным настигли германские моторизованные части. Вместо Деникина была арестована и заключена германцами под арест его супруга Ксения Васильевна. После короткого заключения она была отпущена, и супруги продолжали проживать на том же месте под контролем германской комендатуры и гестапо:566. Многие из книг, брошюр и статей, написанных Деникиным в 1930-е годы, оказались в списке запрещённой литературы на территории, контролируемой Третьим рейхом, и были изъяты.
Отказался регистрироваться в германской комендатуре как лицо без гражданства (которыми являлись российские эмигранты), мотивировав это тем, что он является подданным Российской империи, и это подданство у него никто не отбирал:566.
В 1942 году германские власти снова предложили Деникину сотрудничество и переезд в Берлин, на этот раз требуя, согласно гипотезе историка Ипполитова, чтобы он возглавил антикоммунистические и антисоветские силы из числа белых эмигрантов под эгидой Третьего рейха, но получили решительный отказ генерала:560—563.
Гордеев, ссылаясь на архивные сведения, утверждает, что в 1943 году Деникин на личные средства направил Красной армии вагон с медикаментами, чем озадачил Сталина и советское руководство. Было принято решение медикаменты принять, а имя их отправителя не разглашать:153. Других подтверждений этому нет.
Оставаясь убеждённым противником советского строя, призывал эмигрантов не поддерживать Германию и её союзников в войне с СССР (лозунг «Защита России и свержение большевизма»), неоднократно называя всех сотрудничающих с нацистами и их союзниками представителей эмиграции «мракобесами», «пораженцами» и «гитлеровскими поклонниками»:154.
При этом, когда осенью 1943 года в Мимизане, где проживал Деникин, был расквартирован один из восточных батальонов вермахта, смягчил своё отношение к рядовым военнослужащим из бывших советских граждан. Как впоследствии утверждала его жена, Ксения, знакомство с власовцами, «этими юными русскими парнями», перешло в «обоюдное тёплое чувство» и «неотразимое сердечное влечение». Деникин полагал, что их переход на сторону врагов объяснялся нечеловеческими условиями содержания в нацистских концлагерях и изуродованным большевистской идеологией национальным самосознанием русского человека. Взгляды на Русское освободительное движение Деникин выразил в двух неопубликованных очерках «Генерал Власов и власовцы» и «Мировая война. Россия и зарубежье».
В июне 1945 года после капитуляции Германии Деникин возвратился в Париж.

#### Переезд в США
Усилившееся после Второй мировой войны советское влияние в странах Европы вынудило генерала покинуть Францию. В СССР было известно о патриотической позиции Деникина во время Второй мировой войны, и Сталин не ставил перед правительствами стран антигитлеровской коалиции вопрос о насильственной депортации Деникина. Но сам Деникин не имел точных сведений на этот счёт и испытывал определённый дискомфорт и опасение за свою жизнь. К тому же Деникин ощущал, что под прямым или косвенным советским контролем ему была ограничена возможность высказывать в печати свои взгляды:576—577.
Получить американскую визу по квоте для российских эмигрантов оказалось затруднительно, и Деникин с женой как родившиеся на территории современной Польши смогли оформить американскую иммиграционную визу через польское посольство:293. Оставив дочь Марину в Париже, 21 ноября 1945 года они уехали в Дьеп:578:293, оттуда через Ньюхейвен попали в Лондон. 8 декабря 1945 года чета Деникиных сошла с трапа парохода в Нью-Йорке:579.
В США Деникин продолжил работу над книгой «Моя жизнь». В январе 1946 года обратился к генералу Дуайту Эйзенхауэру с призывом остановить насильственную выдачу в СССР бывших советских граждан и российскоподанных, находившихся в западных зонах оккупации Германии и других западноевропейских стран. Выступал с публичными докладами: в январе он прочитал в Нью-Йорке лекцию «Мировая война и русская военная эмиграция», 5 февраля выступил перед аудиторией в 700 человек на конференции в Манхеттенском центре:589. Весной 1946 года часто посещал Нью-Йоркскую публичную библиотеку на 42-й улице:590.
Летом 1946 года выступил с меморандумом «Русский вопрос», адресованным правительствам Великобритании и США, в котором, полагая неизбежным военное столкновение ведущих держав Запада с советской Россией с целью свержения господства коммунистов, призывал США немедленно приступить к объединению под своим руководством всех антисоветских сил, запретить выдачу Советскому Союзу любых кредитов, организовать целенаправленную идеологическую войну против СССР, готовить на случай начала войны внутренний переворот в России. В этом же документе Деникин давал советы британскому и американскому правительствам: вести войну против СССР не под антироссийскими, а исключительно под антисталинскими лозунгами, предостерегал их от намерений провести после победы расчленение России, создавать русское самоуправление на оккупированных территориях, ни в коем случае не передавать соседним с Россией государствам в оккупацию даже малой части российских территорий, всемерно готовить антибольшевистское восстание и создавать российские вооружённые силы под контролем западных держав.
Перед своей кончиной по приглашению знакомых выехал на отдых на ферму возле озера Мичиган, где 20 июня 1947 года его сразил первый сердечный приступ, после чего его поместили в госпиталь ближайшего к ферме города Анн-Арбора:591.

#### Смерть и похороны
Скончался от сердечного приступа 7 августа 1947 года в больнице Мичиганского университета в Анн-Арборе и был похоронен на кладбище в Детройте. Американские власти похоронили его как главнокомандующего союзной армией с воинскими почестями. 15 декабря 1952 года по решению белоказачьей общины США состоялось перенесение останков генерала Деникина на православное казачье Свято-Владимирское кладбище в городок Кесвилл, в местности Джексон, в штате Нью-Джерси.
| Могила в Нью-Джерси, США (1952—2005) | В Москве в Донском монастыре до реконструкции (2005—2009) | Надгробия Антона и Ксении Деникиных в Москве после реконструкции 2009 года |

## Перенос останков в Россию
2 октября 2005 года прах генерала Деникина и его жены Ксении Васильевны вместе с останками русского философа Ивана Ильина и его супруги Натальи Николаевны (1882—1963) был перевезён в Москву для захоронения в Донском монастыре, которое было совершено на следующий день. Перезахоронение было осуществлено в соответствии с поручениями президента России Владимира Путина и Правительства Российской Федерации с согласия дочери Деникина Марины Деникиной-Грей и организовано Российским фондом культуры.
В 2009 году архимандрит Тихон (Шевкунов) заявил, что Путин, увидев фотографии могил Деникина, Ильина и Шмелёва, которые находились в очень плохом состоянии, поручил изготовить новые надгробия, а затем лично утвердил их эскизы. Когда же встал вопрос о финансировании работ, то, по словам архимандрита Тихона, Путин сказал: «Я сам, из личных денег готов всё оплатить». «Так и было сделано: Владимир Владимирович лично всё оплатил», — рассказал Тихон.

## Оценки

### Общие
Один из основных советских и российских исследователей биографии Деникина доктор исторических наук Георгий Ипполитов назвал Деникина яркой, диалектически
противоречивой и трагической фигурой российской истории.
Российский эмигрантский социолог, политолог и историк Николай Тимашев отмечал, что Деникин вошёл в историю прежде всего как руководитель Вооружённых сил Юга России, а его войска из всех сил Белого движения подошли к Москве в годы Гражданской войны максимально близко. Такие оценки разделяются другими авторами:54.
Частыми являются оценки Деникина как последовательного русского патриота, сохранявшего верность России на протяжении всей своей жизни:51:46-47. Нередко исследователями и биографами высоко оцениваются моральные качества Деникина. Деникин представляется многими авторами непримиримым врагом советской власти, при этом его позиция во время Второй мировой войны, когда он поддерживал Красную армию в её противостоянии с вермахтом, называется патриотической.
Историк и писатель, исследователь военной биографии Деникина Владимир Черкасов-Георгиевский изобразил психологический портрет Деникина, где представил его как типичного либерального военного интеллигента, особый сорт церковно-православного человека с «республиканским» акцентом, для которых характерны импульсивность, эклектика, мешанина, отсутствие цельного монолита. Такие люди «непредрешенчески» нерешительны, и именно они, по мнению автора, породили Керенского и феврализм в России. В Деникине «интеллигентски расхожее» пыталось ужиться «с подлинным православным аскетизмом»:20.
Американский историк Питер Кенез писал, что Деникин в течение всей жизни всегда чётко отождествлял себя с православием и принадлежностью к русской цивилизации и культуре, а во время Гражданской войны был одним из самых бескомпромиссных защитников единства России, борясь с отделением от неё национальных окраин.
Историк Игорь Ходаков, рассуждая о причинах поражения Белого движения, писал, что мысли Деникина, как русского интеллигента-идеалиста, были совершенно непонятны простым рабочим и крестьянам:23, на аналогичную проблему обращал внимание и Питер Кенез. Согласно оценке историка Людмилы Антоновой, Деникин является феноменом русской истории и культуры, его мысли и политические взгляды являются достижением русской цивилизации и «представляют позитивный потенциал для сегодняшней России».
Доктор исторических наук Владимир Федюк пишет, что Деникин в 1918 году так и не смог стать харизматичным лидером по причине того, что в отличие от большевиков, создававших новую государственность на принципе реального великодержавия, продолжал оставаться на позициях декларативного великодержавия. Иоффе пишет, что Деникин по политическим убеждениям являлся представителем российского либерализма, таким убеждениям остался верен до конца, и именно они сыграли с генералом в Гражданской войне «не лучшую роль». Оценка политических убеждений Деникина как либеральных характерна также для многих других современных авторов.

Современное состояние изучения Деникина оценивается в российской историографии как продолжающее содержать множество нерешённых дискуссионных вопросов, а также, по мнению Панова, оно носит отпечаток политической конъюнктуры
Антона Ивановича я знал ещё по Академии Генерального штаба, слушателями которой мы были в одно и то же время. Приходилось мне встречаться с Деникиным и за годы службы в Киевском военном округе.
Репутация у него была незавидная. Говорили, что он картежник, не очень чисто играющий. Поговаривали и о долгах, которые Деникин любил делать, но никогда не спешил отдавать …
… развязанную с его помощью гражданскую войну новоявленный белый «вождь» расценивал по той же стереотипной формуле — боишко, чинишко, орденишко.

### В советской историографии
В 1920-е годы советские историки характеризовали Деникина как политика, который стремился найти «какую-то среднюю линию между крайней реакцией и „либерализмом“ и по своим взглядам „приближался к правому октябризму“», а позднее правление Деникина в советской историографии стало рассматриваться как «неограниченная диктатура». Исследователь публицистики Деникина, кандидат исторических наук Денис Панов пишет, что в 1930—1950-е годы в советской историографии сложились штампы в оценке Деникина (а также других деятелей Белого движения): «контрреволюционное отребье», «белогвардейское охвостье», «лакеи империализма» и др. «В некоторых исторических работах (А. Кабешева, Ф. Кузнецова) белые генералы превращаются „в карикатурные персонажи“, низводятся „до роли злых разбойников из детской сказки“», — пишет Панов.
Советской историографической реалией в исследовании военной и политической деятельности Деникина в годы Гражданской войны являлось представление Деникина как создателя «деникинщины», характеризуемой в качестве военной диктатуры генерала, контрреволюционного, реакционного режима. Характерным являлось ошибочное:198—199заявление о монархическо-реставрационном характере политики Деникина, его связи с империалистическими силами Антанты, осуществлявшими поход против Советской России. Демократические лозунги Деникина о созыве Учредительного собрания представлялись прикрытием монархических целей. В целом в советской исторической науке сложился обличительный уклон в освещении событий и явлений, связанных с Деникиным:198—200.
По мнению Антоновой, в современной науке многие оценки Деникина советской историографией преимущественно воспринимаются необъективными. Ипполитов пишет, что в изучении этой проблемы в советской науке не было достигнуто серьёзных успехов, потому что «в условиях отсутствия творческой свободы не представлялось возможным исследовать проблемы Белого движения, в том числе и деятельности генерала Деникина»:200. Панов пишет о советских оценках как о «далёких от объективности и беспристрастности».

### В украинской историографии после 1991 года
Современная украинская историография изучает Деникина преимущественно в контексте пребывания подконтрольных ему вооружённых сил на территории Украины и представляет его создателем режима военной диктатуры на Украине. Распространена его критика за ярко выраженную антиукраинскую позицию, которая нашла отражение в изданном летом 1919 года обращении Деникина «К населению Малороссии», согласно которому запрещалось название Украина, заменяемое на Юг России, происходило закрытие украинских учреждений, украинское движение оглашалось «изменническим». Также созданному Деникиным режиму на территории Украины инкриминируется антисемитизм, еврейские погромы и карательные экспедиции против крестьянства.
Частыми в украинской историографии являются оценки причин поражения Белого движения, возглавляемого Деникиным, как результата неприятия им сотрудничества с национальными движениями, прежде всего, украинским. Успех Деникина на Украине в 1919 году объясняется активностью украинских партизанских движений, которые способствовали ослаблению большевиков на Украине; в качестве причин поражения значительное внимание уделяется неучёту местных особенностей и игнорированию Деникиным права украинского народа на самоопределение, что оттолкнуло широкие крестьянские массы Украины от деникинских политических программ:121—122.

## Награды

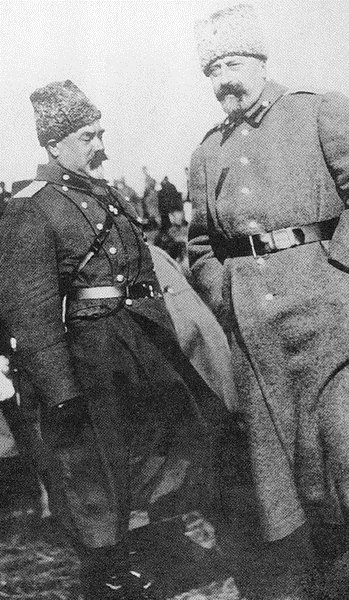
Великий князь Николай Николаевич поздравляет командира «железных» стрелков генерала Деникина с успехом, Галиция, 1915 год

- Орден Святого Станислава 3-й степени (1902)
- Орден Святой Анны 3-й степени с мечами и бантами (1904)[4]:52
- Орден Святого Станислава 2-й степени с мечами (1904)[4]:52
- Орден Святой Анны 2-й степени с мечами (1905)[4]:52
- Орден Святого Владимира 4-й степени (ВП 6.12.1909)
- Орден Святого Владимира 3-й степени (ВП 08.04.1914, с 06.12.1913)[112]
- мечи к Ордену Святого Владимира 3-й степени (ВП 19.11.1914)[4]:52
- Орден Святого Георгия 4-й степени (ВП 24.04.1915)[4]:52
- Орден Святой Анны 1-й степени с мечами (ВП 12.06.1915)
- Орден Святого Станислава 1-й степени с мечами (ВП 12.06.1915)
- Орден Святого Георгия 3-й степени (ВП 03.11.1915)[4]:52
- Георгиевское оружие (ВП 10.11.1915)[27]
- Георгиевское оружие, украшенное бриллиантами[113], с надписью «За двукратное освобождение Луцка» (ВП 22.09.1916)[27]
- Серебряная медаль «В память царствования императора Александра III» (1896)[4]:52
- Светло-бронзовая медаль «В память русско-японской войны»[4]:52
- Медаль «В память 100-летия Отечественной войны 1812 г.» (1912)[4]:52
- Медаль «В память 300-летия царствования дома Романовых» (1913)[4]:52
- Знак 1-го Кубанского (Ледяного) похода № 3 (1918)

Иностранные:
- румынский Орден Михая Храброго 3-й степени(1917)[4]:52
- французский Военный крест (1917)
- британский Ордена Бани, почётный рыцарь-командор (1919)

## Память

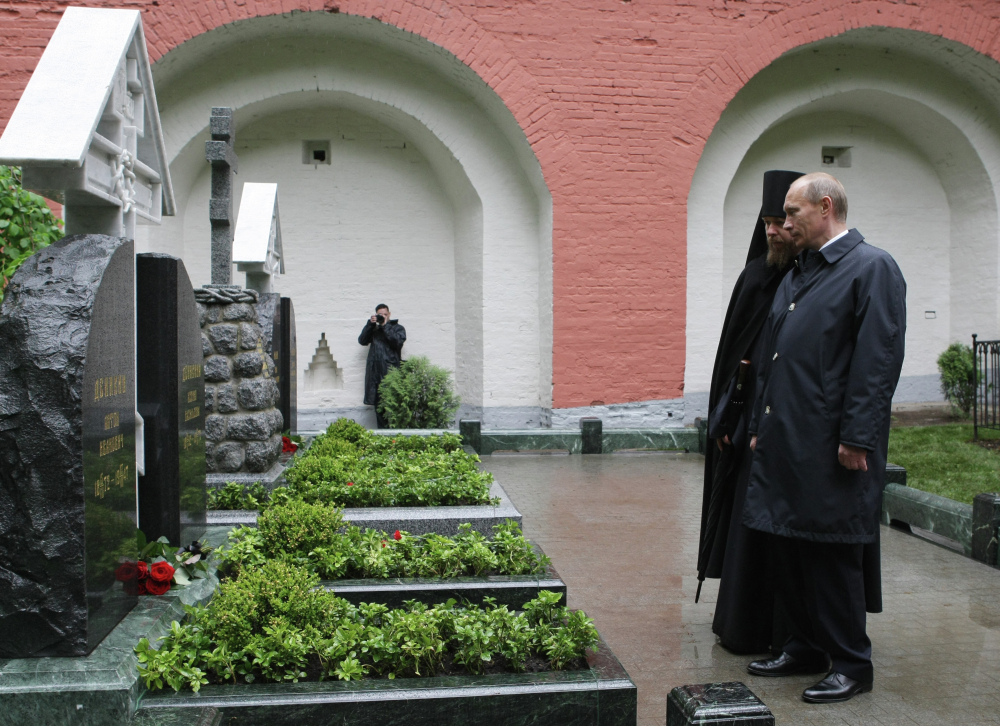
Владимир Путин у могилы Деникина, 24 мая 2009 года

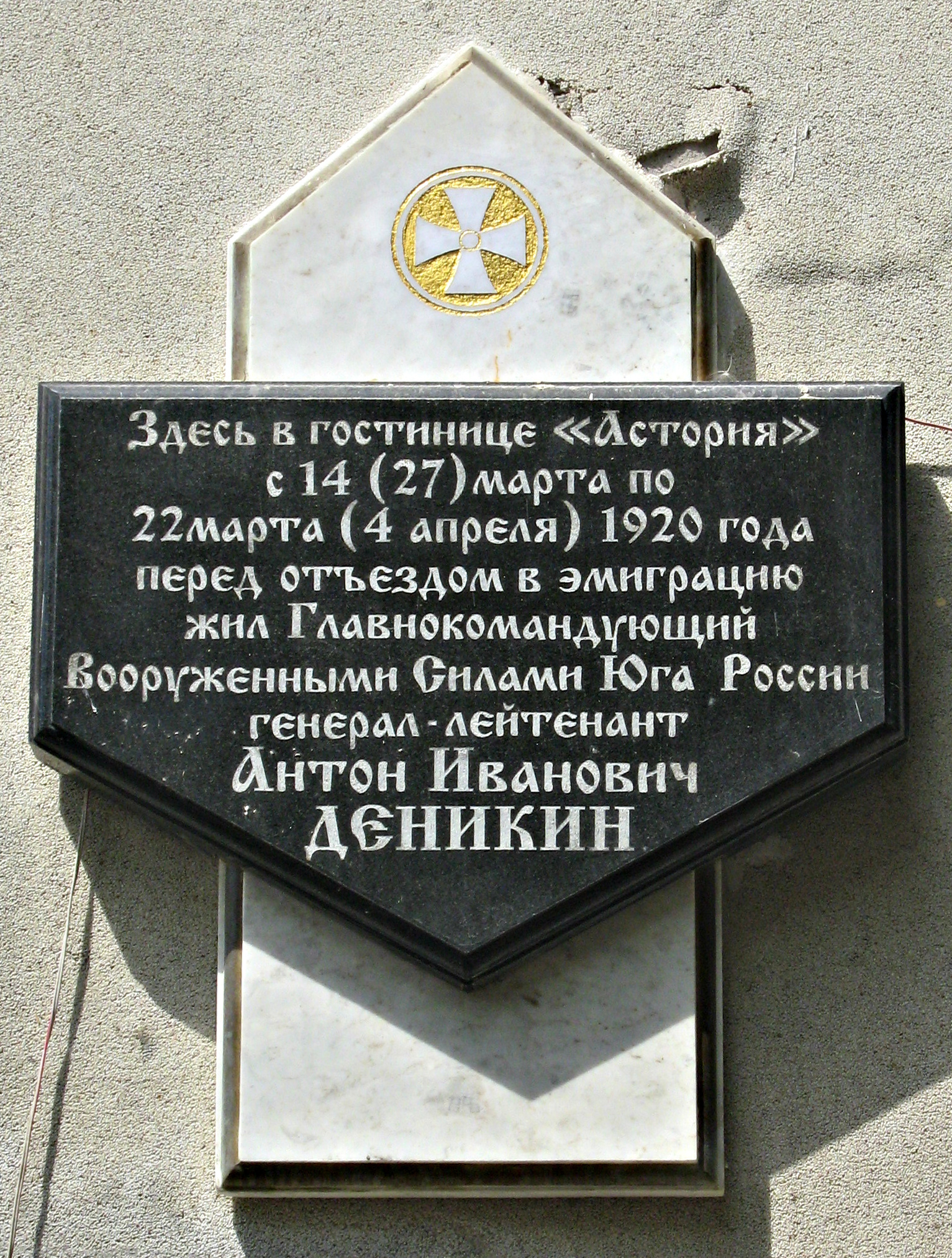
Памятная доска о пребывании Ставки Деникина в гостинице «Астория» в Феодосии

- В июле 1919 года с ходатайством к Деникину о «даровании» своего имени в наименование полка обращался 83-й пехотный Самурский полк.
- В Саратове в доме, где жил Деникин в 1907—1910 годах, работает магазин с названием «Дом Деникина»[114].
- В Саратове 17 декабря 2012 года в Поволжском институте управления имени Столыпина по инициативе директора института и бывшего губернатора Саратовской области Дмитрия Аяцкова в 140-летие со дня рождения Деникина была установлена мемориальная доска[115].
- В марте 2006 года в Феодосии на стене гостиницы «Астория» была установлена памятная доска, посвящённая последним дням пребывания Антона Деникина в России[116].
- В мае 2009 года на личные средства премьер-министра России Владимира Путина[117] в Донском монастыре был сооружён мемориал белым воинам[118][119]. На могиле Деникина, ставшей частью этого мемориала, было установлено мраморное надгробие, а прилегающая к надгробию территория благоустроена. Весной — летом 2009 года имя генерала Деникина находилось в центре внимания СМИ в связи с цитированием Путиным мемуаров Деникина в части его отношения к Украине[117][120].
- Согласно утверждениям некоторых авторов, в Маньчжурии до настоящего времени сохранилась сопка, которая носит имя Деникина. Такое имя сопка получила во время русско-японской войны за заслуги Деникина в ходе её взятия[19].

## В искусстве

### В кино
- 1958 — «Хождение по мукам» — актёр Павел Стрелин.
- 1967 — «Железный поток» — актёр Леонид Галлис.
- 1977 — «Хождение по мукам» — актёр Юрий Горобец.
- 2005 — «Гибель империи» — Фёдор Бондарчук.
- 2007 — «Девять жизней Нестора Махно» — Алексей Беcсмертный.
- 2023 — «Деникинъ» — неигровой фильм Алексея Бурыкина.

### В литературе
- Толстой А. Н.. «Хождение по мукам».
- Шолохов М. А.. «Тихий Дон».
- Солженицын А. И. «Красное колесо».
- Бондарь Александр. «Чёрные мстители».
- Карпенко Владимир, Карпенко Сергей. Исход. — М., 1984.
- Карпенко Владимир, Карпенко Сергей. Врангель в Крыму. — М.: Спас, 1995. — 623 с.
- Болгарин И. Я., Северский Г. Л. «Семь кругов ада» (серия «Адъютант его превосходительства»).
- Акунин Б. Не прощаюсь.

## Основные сочинения
- Деникин А. И. Русско-китайский вопрос: Военно-политический очерк. — Варшава: Тип. Варшавского учебного округа, 1908. — 56 с.
- Деникин А. И. Команда разведчиков: Пособие для ведения занятий в пехоте. — СПб.: В. Березовский, 1909. — 40 с.
- Деникин А. И. Очерки русской смуты: — Т. I−V.. — Париж; Берлин: Изд. Поволоцкого; Слово; Медный всадник, 1921−1926.; М.: «Наука», 1991.; Айрис-пресс, 2006. — (Белая Россия). — ISBN 5-8112-1890-7.
- General A. I. Denikine. La décomposition de l’armée et du pouvoir, fevrier-septembre 1917.. — Paris: J. Povolozky, 1921. — 342 с.
- General A. I. Denikin. The Russian turmoil; memoirs: military, social, and political. — London: Hutchinson & Co, 1922. — 344 с.
- Деникин А. И. Очерки русской смуты. — Т. 1—5. — Париж, б/г. [1921—1926]. — 345 с.
- Деникин А. И. Поход и смерть генерала Корнилова. — М.—Л.: Гос. изд., 1928. — 106 с. — 5000 экз.
- Деникин А. И. Поход на Москву. (Очерки русской смуты). — М.: Издательство «Федерация», [1928]. — 314 с. — 10 000 экз.
- Деникин А. И. Офицеры. Очерки. — Париж: Родник, 1928. — 141 с.
- Деникин А. И. Старая армия. — Париж: Родник, 1929, 1931. — Т. I-II.
- Деникин А. И. Русский вопрос на Дальнем востоке. — Париж: Imp Basile, 1, villa Chauvelot, 1932. — 35 с.
- Деникин А. И. Брест-Литовск. — Париж. — 1933: Петрополис. — 52 с.
- Деникин А. И. Международное положение, Россия и эмиграция. — Париж, 1934. — 20 с.
- Деникин А. И. Кто спас советскую власть от гибели?. — Париж, 1937. — 18 с.
- Деникин А. И. Мировые события и русский вопрос. — Изд. Союза добровольцев. — Париж, 1939. — 85 с.
- Деникин А. И. [militera.lib.ru/memo/russian/denikin_ai/index.html Путь русского офицера]. — Нью-Йорк: Изд. имени А. Чехова, 1953. — 382 с. (посмертное издание неоконченной автобиографической работы Деникина «Моя жизнь»); М.: Современник, 1991. — 299 с. — ISBN 5-270-01484-X.

Неизданными на 2012 год остаются рукописи книг Деникина «Вторая мировая война. Россия и эмиграция» и «Навет на Белое движение», которая являлась ответом Деникина на критику генерала Н. Н. Головина в книге «Российская контрреволюция. 1917—1920 гг.»